# Phyllis Summers
 (juin 2022).
Si vous disposez d'ouvrages ou d'articles de référence ou si vous connaissez des sites web de qualité traitant du thème abordé ici, merci de compléter l'article en donnant les références utiles à sa vérifiabilité et en les liant à la section « Notes et références ».
 (juin 2022).
La mise en forme du texte ne suit pas les recommandations de Wikipédia : il faut le « wikifier ».
Les points d'amélioration suivants sont les cas les plus fréquents. Le détail des points à revoir est peut-être précisé sur la page de discussion.
- Les titres sont pré-formatés par le logiciel. Ils ne sont ni en capitales, ni en gras.
- Le texte ne doit pas être écrit en capitales (les noms de famille non plus), ni en gras, ni en italique, ni en « petit »…
- Le gras n'est utilisé que pour surligner le titre de l'article dans l'introduction, une seule fois.
- L'italique est rarement utilisé : mots en langue étrangère, titres d'œuvres, noms de bateaux, etc.
- Les citations ne sont pas en italique mais en corps de texte normal. Elles sont entourées par des guillemets français : « et ».
- Les listes à puces sont à éviter, des paragraphes rédigés étant largement préférés. Les tableaux sont à réserver à la présentation de données structurées (résultats, etc.).
- Les appels de note de bas de page (petits chiffres en exposant, introduits par l'outil «  Source ») sont à placer entre la fin de phrase et le point final[comme ça].
- Les liens internes (vers d'autres articles de Wikipédia) sont à choisir avec parcimonie. Créez des liens vers des articles approfondissant le sujet. Les termes génériques sans rapport avec le sujet sont à éviter, ainsi que les répétitions de liens vers un même terme.
- Les liens externes sont à placer uniquement dans une section « Liens externes », à la fin de l'article. Ces liens sont à choisir avec parcimonie suivant les règles définies. Si un lien sert de source à l'article, son insertion dans le texte est à faire par les notes de bas de page.
- La présentation des références doit suivre les conventions bibliographiques. Il est recommandé d'utiliser les modèles {{Ouvrage}}, {{Chapitre}}, {{Article}}, {{Lien web}} et/ou {{Bibliographie}}. Le mode d'édition visuel peut mettre en forme automatiquement les références.
- Insérer une infobox (cadre d'informations à droite) n'est pas obligatoire pour parachever la mise en page.

Pour une aide détaillée, merci de consulter Aide:Wikification.
Si vous pensez que ces points ont été résolus, vous pouvez retirer ce bandeau et améliorer la mise en forme d'un autre article.
 (juin 2022).
- Si vous ne connaissez pas le sujet, laissez ce bandeau (vous pouvez alors contacter les auteurs).
- Si vous supprimez le contenu mis en cause (vous pouvez préalablement contacter les auteurs),

argumentez précisément cette suppression dans la page de discussion
(un manque de référence n'est pas un argument ; une recherche réelle de référence doit avoir été effectuée, être formellement documentée).
Phyllis Summers  (née Summers, anciennement Romalotti, Newman et Abbott) est un personnage de fiction du feuilleton télévisé Les Feux de l'amour. Elle est interprétée par Michelle Stafford de 1994 à 1997 et par Sandra Nelson de 1997 à 1998, puis de 2000 à 2013 à nouveau par Michelle Stafford. Le jeudi 22 mai 2014, Michael Logan de TVGuide annonce le recast de Phyllis Summers : c'est désormais Gina Tognoni qui jouera ce rôle dans The Young & The Restless (Les Feux de l'Amour). Elle fait sa première apparition le 11 août 2014 aux États-Unis. En 2019 Michelle Stafford reprend à nouveau le rôle de Phyllis

## Son histoire

### Fan obsessionnelle de Danny Romalotti
- Phyllis passe sa jeunesse à New York où elle devient fan du rockeur Danny Romalotti. Elle parvient à s'infiltrer dans une soirée dont il est la vedette. Elle met une drogue dans son verre. Le lendemain matin, il se réveille nu dans son lit et elle lui assure qu'ils ont fait l'amour, ce qui est faux. Danny repart à Genoa City rejoindre sa femme Christine Blair tout en essayant d'oublier cette nuit.
- Mais Phyllis l'y suit quelques semaines après et lui dit qu'elle est enceinte de lui alors que c'est son ami Brian Hamilton le père du bébé. Danny est renversé mais doit prendre ses responsabilités : il divorce de Cricket afin de se marier avec Phyllis, « à l'essai ». Cricket se console dans les bras de Paul Williams. C'est dans cette ambiance que naît Danny Romalotti Jr. avec Cricket pour marraine. Danny demande quand même un test de paternité mais Phyllis soudoie son amie Sacha Green pour qu'elle falsifie le test, puis quitte la ville. Danny est déclaré père de Danny Junior. Comme il n'éprouve pas de sincère sentiment pour Phyllis, il décide de mettre un terme à leur mariage à l'essai. Phyllis a une crise d'angoisse et se barricade dans son appartement.
- Au tribunal, Timothy Reed, conseiller conjugal, est convoqué pour savoir si le mariage de Danny et Phyllis peut durer. Phyllis le met dans son lit et le fait chanter : soit il confirme que son mariage avec Danny a une chance, soit elle divulgue leur liaison. Tim cède temporairement au chantage mais finit par se rétracter. Le divorce de Danny et Phyllis est prononcé.

### Cricket et Phyllis: une haine profonde
- Malgré le divorce de Danny, Cricket accepte la demande en mariage de Paul. Danny vient lui déclarer son amour la veille du mariage mais elle le refuse, sous les yeux de Phyllis qui la tient pour seule fautive de son divorce. Le jour du mariage, Phyllis tente de percuter Christine avec sa voiture. Paul s'interpose et est blessé. Phyllis ne sera jamais inquiétée pour cette tentative d'assassinat.
- Tim ne tient pas rigueur à Phyllis du chantage dont il a été victime et veut même la demander en mariage. Comme Phyllis veut toujours se venger de Cricket et qu'elle sait que sa lune de miel a lieu aux Caraïbes. Elle prétend à Tim qu'elle accepte sa proposition à condition qu'il lui offre un voyage au même endroit. Là, elle profite d'une absence de Cricket pour prendre sa place dans le lit de Paul mais elle est repérée avant de passer à l'acte.

### Second mariage avec Danny puis second divorce
- Danny Junior est atteint d'une pneumonie assez grave. Phyllis est à son chevet, ainsi que Danny. Danny tombe enfin amoureux de Phyllis qu'il demande en mariage la nuit de la Saint-Sylvestre. Leur second mariage a lieu et Danny Junior guérit. La vie de Phyllis s'est enfin arrangée mais Sacha arrive en ville. Elle a besoin d'argent et menace Phyllis de révéler la vérité à Danny sur le test de paternité. Phyllis n'a pas l'argent requis et l'emprunte à Tim. Sacha meurt dans un incendie. Phyllis fait partie des suspects mais est relâchée quand il est prouvé que le criminel était un ami ivre de Sacha. Paul et Cricket enquêtent également et confient à Danny les doutes qu'ils ont sur les rapports de Phyllis et Sacha. Danny demande un second test de paternité à l'insu de Phyllis ; ce test se révèle négatif.
- Furieux, il demande le divorce et prend Cricket comme avocate. Celle-ci prend cette affaire comme vengeance personnelle contre Phyllis, qui a pourtant changé. Elle ne peut même pas se payer un bon avocat. Le sien, fourni par l'aide juridique, est Michael Baldwin, l'ennemi juré de Cricket. Celle-ci prend l'affaire encore plus à cœur. Elle va jusqu'à faire destituer Phyllis de ses droits parentaux (après le témoignage de Brian qui a renoncé aux siens) malgré l'amour que porte Phyllis à son fils.
- Fou de joie, Danny embrasse Cricket mais ils sont surpris par Paul. Tous deux la pressent alors de choisir avec lequel elle veut vivre. À cette époque, Danny accepte que Phyllis voit souvent Danny Junior et se confie même à elle à propos du choix imminent de Cricket. Gina Romalotti, sœur de Danny et propriétaire du célèbre restaurant “Chez Gina” de Genoa City, hait cordialement Phyllis.
- Danny se fait agresser par des voyous et a besoin d'une greffe de rein mais ni Cricket, ni Paul, ni Phyllis, ni Gina ne sont compatibles. Michael fait aussi le test. Il est compatible et donne secrètement son rein à Danny. Il veut plaider comme avocat officiel, mais ne le peut pas car il est allé en prison. La justice s'y refuse jusqu'au témoignage de Cricket qui a découvert qu'il était le mystérieux donneur. À la sortie d'hôpital de Danny, Cricket lui annonce qu'elle a choisi Paul. Déçu, Danny part faire une tournée en Europe avec Danny Junior, le séparant ainsi de Phyllis.

### Ses aventures avec Michael, Malcolm Winters et Jack Abbott
- Phyllis a une relation amoureuse avec Michael. Celui-ci a retrouvé le bonheur de plaider et doit défendre Diane Jenkins dans son divorce aux enjeux colossaux contre Victor Newman. Phyllis devient jalouse de Diane avec qui Michael passe beaucoup de temps et enferme Michael dans sa cave. Finalement, elle le libère. Ils rompent mais restent bons amis.
- Elle rencontre ensuite Malcolm Winters avec qui elle s'aperçoit qu'elle a beaucoup de points communs et elle a une aventure d'une nuit avec lui. Chacun reste ensuite le meilleur ami de l'autre. Enfin, elle va chercher du travail auprès de Victor qui lui en trouve un dans ses compétences : draguer Jack Abbott, le PDG de Jabot, afin de connaître le complot qu'il prépare à l'encontre de Victor.
- Jack passe du bon temps avec Phyllis mais la démasque. De plus, comme elle n'a pas donné assez d'informations, Victor refuse de se porter garant pour elle. Elle décide de retourner à New York.

### Le retour à Genoa City: une nouvelle histoire avec Jack
- Jack mise tout le succès de Jabot sur le programme en ligne les "Ados de Jabot" dans lequel il engage son demi-frère William ainsi que ses amis Britanny Hodges, Rianna Miner et Raul Guittierez. Il cherche le meilleur webmaster du pays qui n'est autre que Phyllis, spécialisée dans l'informatique durant son séjour à New York. Ce sera un véritable succès et une fois son travail terminé, elle est engagée par Victoria Newman pour "Pêche d'enfer" à Newman Entreprise.
- Jack accepte mal le nouveau travail de Phyllis ; mais ils sortent ensemble et il lui demande de l'épouser. Elle refuse car elle ne veut pas refaire ses erreurs passées. Elle tombe enceinte mais fait une grossesse extra-utérine. Le médecin lui apprend qu'elle ne pourra plus avoir d'enfant. Elle refuse une deuxième fois d'épouser Jack, mais finit par accepter. Ils se marient le soir de noël 2001 devant toute la famille Abbott qui a accepté Phyllis.
- Elle tente une insémination artificielle mais réagit très mal au traitement hormonal et elle tombe malade mais comme Jack désire un enfant elle continue. Voyant que sa femme va très mal il lui demande d'arrêter. Ils sont très déçus de ne pas avoir d'enfant. Nikki découvre que Jack est le père de Kyle, l'enfant de Diane Jenkins. Nikki ne dit rien à Jack car il désire avoir un enfant avec sa femme. Mais, quand la procédure de fertilisation échoue, elle dévoile tout à Jack.
- Diane revient à Genoa avec Kyle. Phyllis voyant Diane comme un obstacle met un plan en place pour qu'elle quitte la ville. Diane accepte, trahissant ainsi Nikki et de sorte que Jack déteste sa femme. Jack est en colère mais ne quitte pas Phyllis. Quand le test ADN confirme que Jack est bien le père de Kyle, Diane fait tout pour séparer le couple. Jack décide d'obtenir la garde exclusive de Kyle. Il est représenté par John Silva et Diane, par Michael Baldwin. Michael comprend que Phyllis ne veut pas de Kyle car sinon elle aura tout le temps Diane dans les pattes. Ils élaborent un plan pour faire perdre Jack. Phyllis est pour mais finit par se retirer.
- Le jour du procès, Michael Baldwin attaque Phyllis en ressortant un sujet sensible, Daniel Junior, son fils. Phyllis laisse éclater sa haine envers Diane. Le juge laisse Kyle à sa mère ce qui surprend beaucoup Jack. Diane fait croire à Jack qu'elle va partir habiter à New York avec Kyle. Le plan marche à merveille. Jack invite Diane à habiter dans la pergola de la résidence Abbott pour ne pas voir son fils partir loin de lui.
- Un après-midi, Diane se jette sous les roues de la voiture de Phyllis. Elle a alors la jambe blessée et porte une attelle. Elle prétend que Phyllis a tenté de l'écraser. Le jour du mariage de Nikki et Victor, Diane met le feu à la pergola et Phyllis, en pleine cérémonie, reçoit un appel comme quoi il y a un problème informatique chez Newman Entreprise, tout cela pour qu'elle n'ait pas d'alibi. La police découvre des traces d'essence dans son coffre.
- Un long procès débute dans lequel Phyllis peut tout perdre. Mais Jack et Paul Williams découvrent que Diane était guérie de sa blessure à la jambe depuis un moment et qu'elle simulait sa blessure depuis. Ils retrouvent aussi l'homme qui a appelé Phyllis pendant la cérémonie. Phyllis est innocentée et libérée. Jack décide de ne pas dévoiler à la police tout ce qu'il sait, contre la garde de Kyle. Diane accepte au grand regret de Phyllis qui aurait préféré voir sa rivale en prison.

### Le divorce avec Jack et le retour de Daniel Junior
- Jack et Phyllis vivent avec Kyle. Mais la guerre des cosmétiques vient tout gâcher. En effet, Jabot (avec leur nouveau produit SAFRA) et Newman Entreprise (lançant TUVIA) sortent une nouvelle ligne de produit ciblant les Afro-Américains. Victor avec l'aide de Michael Baldwin soudoie les directeurs des magasins pour qu'ils mettent en évidence TUVIA, sa ligne de produit. SAFRA est un échec ce qui engendre une crise financière pour Jabot. Phyllis apprend la vérité mais par loyauté pour son patron ne dit rien à son mari.
- Les Abbott ne comprennent pas pourquoi Phyllis veut continuer à travailler pour Victor alors que ce dernier souhaite faire couler Jabot. Le couple ne cesse de se disputer à ce sujet et Jack finit par reconfier Kyle à Diane.
- Nicolas, le fils de Victor, apprend ce que son père a fait et le livre aux autorités. Mais lors du procès, Phyllis témoigne pour Victor, grâce à quoi il ne va pas en prison.
- Phyllis et Jack divorcent. Elle entame une relation avec Damon Porter.
- Danny Romalotti revient à Genoa avec son fils Daniel Romalotti Junior, âgé de 16 ans. Daniel Junior décide de ne pas parler à sa mère qu'il accuse de l'avoir abandonné. Danny et Daniel Junior habitent chez Cricket. Phyllis la supplie de la laisser avoir une relation mère/fils avec Daniel Junior sinon elle lui avouera la vérité sur son père.
- Phyllis voit son fils à Genoa et lui demande de venir manger chez Damon, où elle habite actuellement. Il accepte mais lui demande de lui raconter la vérité sur son enfance, ce qu'elle fait. Phyllis raconte que Danny n'est pas son père et que Christine l'a aidé à avoir la garde, mais ne lui parle pas des délits qu'elle a commis. Daniel va voir Danny Junior et lui dévoile la face sombre de Phyllis. Au départ du rocker, Daniel Junior décide tout de même d'aller vivre avec sa mère.
- Alors que Phyllis essaye d'avoir une relation stable avec son fils, le passé de Damon refait surface. Il avait un fils, dont l'assassin sera libéré au cours de l'année. Phyllis se déguise en homme et va à la prison pour lui parler, mais c'est le jour de sa sortie et il suit Phyllis jusque chez Damon. Les deux hommes se battent et Damon tue le meurtrier de son fils.
- Phyllis est condamnée car c'est à cause d'elle que l'homme est mort. Elle est défendue par Michael et Damon, par Christine. Les charges ne sont pas retenues. Adrienne, l'ex de Damon, vient en ville et ce dernier quitte Phyllis pour se remettre avec Adrienne.
- Depuis le départ de Victoria, la sellerie où elle habitait est vide. Victor propose à Phyllis et Daniel Junior de venir y vivre, car ils n'ont plus de foyer depuis la rupture de Phyllis et Damon.

### Le mariage avec Nicolas Newman
- Daniel Junior, accusé à cause de la mort de Cassie Newman lors d'un accident, est défendu par Christine. Daniel et Phyllis sont éjectés du Ranch Newman où ils logeaient depuis quelque temps. Jack les recueille à la résidence Abbott. Quand on disculpe Danny Junior, les Newman pardonnent. Phyllis devient même une très bonne amie de Sharon et de Nick (un peu trop), tandis que Daniel Junior devient comme un frère pour Noah Newman. Phyllis et Daniel Junior achètent un appartement.
- Alors que Sharon est en voyage d'affaires, Nick raccompagne Phyllis chez elle. Ils couchent ensemble et sont surpris par Daniel Junior qui en veut beaucoup à sa mère. Daniel Junior se marie avec Lily Winters à Las Vegas et part vivre avec elle chez les Abbott. Victor, Nikki et Phyllis s'allient pour créer NVP, une chaîne de spa de luxe. Sharon apprend l'adultère de son mari avec Phyllis. Celle-ci découvre que cette dernière est enceinte, à son grand étonnement car il y a quelques années, un médecin lui avait dit qu'elle ne pouvait plus avoir d'enfant.
- Victor est très malade et son comportement s'en voit changé. Jack en profite pour lui voler NVP ce qui dégoûte Phyllis. Nick divorce de Sharon et se marie en octobre 2006 avec Phyllis. En décembre, alors qu'une tempête frappe la ville, Jack et Phyllis sont coincés dans l'ascenseur de Newman Entreprise. Phyllis accouche, grâce à l'aide de Jack, d'une fille "Summer Ann Newman".
- Sheila Carter revient en ville avec un nouveau visage, celui de Phyllis. Elle enlève Phyllis et Summer ainsi que Fen, le bébé de Michael et de Lauren. Celle-ci lorsqu'elle retrouve son fils, ne confond pas les deux femmes malgré leur ressemblance hallucinante. Quand Sheila va prendre Summer et que Phyllis lui dit "ne la touche pas", Lauren tire sur Sheila et la tue.
- Phyllis fait chanter Sharon et Brad au sujet de leur liaison. Lors d'une dispute entre Phyllis et Sharon au bord d'une falaise, Drucilla Winters s'interpose entre elles et tombe avec Sharon. Cette dernière est vivante mais le corps de Drucilla ne sera jamais retrouvé.
- Nikki pousse Brad à porter plainte contre Phyllis, qui est arrêtée lors de son renouvellement de vœux avec Nick. Elle est condamnée à 6 ans de prison, mais finalement ne fait que 2 mois. Nick disparaît lors du crash du jet Newman. On le retrouve mais il ne se rappelle plus des deux dernières années. Il veut reconquérir Sharon mais finalement décide d'apprendre à aimer Phyllis. Plus tard, il aura un accident de voiture et retrouve alors la mémoire.
- Noah a eu une caméra pour Noël et filme tout et n'importe quoi. Lorsque Nikki décide de se présenter au Sénat contre Jack, elle se rapproche de son directeur de campagne David Chow. Phyllis s'introduit dans le bureau de Victor pour y mettre une caméra et filme Nikki et David s'embrassant. Phyllis et Sharon s'allient pour faire payer à Nikki tout le mal qu'elle leur a fait et diffusent la vidéo, ce qui fait gagner Jack et détruit le mariage de Victor et Nikki.
- En 2008, Jack, Nick, Sharon et Phyllis décident de s'unir pour créer un magazine de mode Restless Style. Ils s'allient à Eric Forrester (Amour, Gloire et Beauté), mais les premières tensions se font sentir entre les propriétaires. Nick rachète finalement les parts de Jack, ce qui fait de Phyllis et Nick les propriétaires.

### Phyllis, Nick et Sharon: le triangle amoureux
- L'année 2009 est dure pour le couple Newman. Nick a toujours des sentiments amoureux pour Sharon et quitte Phyllis pour son ex, qui est enceinte. Cependant, trois pères sont possibles : Nick, William et Jack. Nick décide de demander le divorce mais Phyllis refuse. Sharon fait un test de paternité qui révèle que son bébé est la fille de Nick. En juin 2009, Patty Williams (qui voit mal le rapprochement de Phyllis et Jack depuis le départ de Nick) empoisonne Summer, la fille de Phyllis et Nick. Mais cela ne marche pas. Jack et Phyllis sont encore plus proches. Finalement, Patty dénonce Phyllis comme mère indigne qui empoisonne sa fille pour récupérer son mari. Les procureurs comprennent que Patty ment. Nick et Phyllis sont inquiets pour leur fille et se rapprochent. Nick décide de retourner avec sa femme et ils renouvellent leurs vœux de mariage, le 31 juillet 2009. Phyllis part en Suisse avec Summer pour qu'elle se fasse soigner.
- Nick apprend la vérité sur la grossesse de Sharon et décide alors de ne pas re-quitter sa femme et sa fille, mais promet d'être toujours là pour Sharon et Faith. Faith est déclarée mort-née mais la réalité est autre : Adam, le demi-frère de Nick, a volé le bébé de Sharon pour le donner à Ashley. (voir Sharon, Nick ou même Faith).
- Phyllis et Nick décident de revendre Restless Style à William.
- Nick sera à la tête de Newman Entreprise et Phyllis reviendra travailler avec lui. Elle décidera d'emmener Summer et Nicholas au chalet Abbott - avec l'accord de Jack - pour mettre une plaque commémorative pour Faith afin d'aider Nick dans son processus de deuil.
- Intriguée par le comportement et les agissements d'Adam, Phyllis fera des recherches qui la conduiront à la vérité sur la naissance de Faith. Après plusieurs hésitations, elle décide de dévoiler la vérité grâce à la lettre du DocteurTaylor en allant au chalet des Abbott où se déroule "le procès" d'Adam.
- Blessée, elle se rend au chalet des Abbott pour enlever la plaque mise à l'honneur pour Faith et la retire. Au retour, sa voiture dérape sur une plaque de verglas et Phyllis est emmenée aux urgences. Elle se retrouve en chaise roulante car sa jambe est cassée.
- Lors du bal des policiers, un feu se déclare et Phyllis tombe de sa chaise roulante et s'évanouit un temps. Mais Nick vient la sauver.
- À ce bal, le "corps" d'Adam est découvert. Les légistes déclarent la mort d'Adam et parlent d'homicide volontaire. L'arme du crime est un stylo, cadeau de Victoria à son frère Nicholas. Le stylo a été planté en plein cœur.
- Lorsque la police vient faire une perquisition chez eux, Phyllis complote avec Sharon pour cacher la veste de Nicholas, tachée de sang. Cette dernière jette la veste de Nicholas dans une benne derrière le bar Jimmy. Un sans-abri la récupère et Mackenzie Browning la donne à la police.
- Première suspecte du meurtre, Victoria est envoyée en prison mais Nick préfère dire à la police que c'est son stylo et qu'il a effectivement rencontré Adam et son père dans le sous-sol, mais déclare ne pas avoir tué Adam.
- Nick est donc envoyé en prison et attend son jugement. Comme à leurs habitudes, Phyllis et Sharon se disputent au poste de police, se lançant des reproches.
- Au moment où Nick devait passer devant le juge, Victor se rend au commissariat pour dire qu'il est le meurtrier d'Adam.
- Grâce à Phyllis en grande partie, les familles Newman et Abbott découvrent qu'Adam n'est pas mort et que le corps retrouvé au club par la police est celui de Richard Hightower, un homme disparu depuis plusieurs semaines qui ressemble particulièrement à Adam.

### La fin de son couple avec Nick: le retour de l'ancienne Phyllis
- Nick est définitivement libéré le 6 juillet 2010 (épisode diffusé en France le 4 février 2014 sur TF1). Après ça, Phyllis décide de le quitter, elle en a assez de son comportement protecteur et amoureux envers Sharon.
- Elle veut aller de l'avant, donc elle ré-emménage chez elle avec Summer. Mais lorsqu'Adam lui dit que Nick est allé rejoindre Sharon et Faith au Chalet des Abbott, elle ne peut s'empêcher d'y aller aussi pour voir ce qu'ils font. Cependant, il y a une tempête et elle tombe en panne sur une route sombre le soir. C'est alors qu'elle voit arriver Deacon, libéré depuis peu. Il tient à lui venir en aide bien que c'est en grande partie à cause d'elle qu'il est allé en prison. Elle refuse catégoriquement mais lorsqu'elle voit Nick arriver, elle embrasse Deacon pour rendre Nick jaloux.
- Phyllis part brièvement en vacances avec Summer. À son retour, elle est toujours en froid avec Nick. Elle décide d'aller boire un verre au Jimmy's quand elle y voit Nick en train d'embrasser une femme blonde (Christine). De dos, elle pense que c'est Sharon mais plus tard, elle rencontre Sharon au Néon Ecarlate avec Faith et en déduit que ce n'était pas elle. Elle se rend ensuite au Gloworm et croise de nouveau Deacon mais cette fois-ci en tant que barman. Il la drague ouvertement et tente de l'embrasser mais elle le gifle et Jack vient s'interposer. En suivant les conseils de Jack, elle décide d'essayer de se réconcilier avec Nick puisqu'après tout, les deux sont maintenant à égalité. Alors qu'elle discute avec lui, elle apprend qu'il a emménagé avec Sharon chez eux avec Faith. Elle n'en revient pas et folle de rage, elle met fin à la conversation. Le soir-même, elle retourne au Gloworm et drague à son tour Deacon puis font l'amour derrière le bar.
- Le 9 septembre 2010, lors du mariage de William et Victoria, Phyllis vient accompagnée de Deacon dans le but de provoquer Nick. Celui-ci la menace alors de demander la garde exclusive de Summer si elle continue son petit jeu.
- Ensuite, Phyllis recommence à coucher avec Jack. Ils décident de se mettre officiellement en couple.
- Elle propose à William de l'embaucher comme rédactrice en chef de Restless Style en lui promettant de lui apporter des infos très croustillantes. Il accepte. Elle crée de nombreux scandales, en commençant par son blog sur les femmes de Genoa, ensuite en publiant dans Restless Style la liaison entre Skye et Jack et une biographie sur sa rivale, Diane. Cependant, le fils de Diane et Jack, Kyle, la trouve en naviguant sur le net et s'en prend ouvertement à elle pour ce qu'elle a écrit.
- Son divorce avec Nick est officiellement prononcé le 5 novembre 2010 (épisode diffusé en France le 5 mai 2014 sur TF1).

### Du retour de Daisy à la mort de Sharon
- Parallèlement, depuis Halloween, Daisy Carter est revenue à Genoa, enceinte, et clamant que le père de son bébé est Danny. Elle est immédiatement arrêtée. Phyllis n'y croit pas et demande rapidement à Danny de faire un test de paternité. Daisy l'accepte volontiers seulement si elle sort de prison. De là, des tensions apparaissent entre Phyllis et Lauren, qui refuse que Daisy sorte de prison. Phyllis réussit à la persuader de le faire pour elle et Lauren accepte finalement.
- Un test de paternité est donc fait et confirme les propos de Daisy : Danny est bien le père et le futur bébé est une fille. Danny ne veut rien avoir à faire avec ce bébé qu'il ne désire pas.
- Phyllis est choquée quand elle apprend qu'elle va être grand-mère. Elle décide alors de demander l'assignation à résidence pour Daisy, chez elle. Danny, Nick, Lauren et Michael ne comprennent pas son choix et comme dans cette affaire elle s'oppose à Michael, elle décide de prendre Vance Abrams (l'avocat d'Adam dans son procès) comme avocat. Sa consœur Leslie Michaelson représente Phyllis. Dans un premier temps, sa requête lui est refusée mais à la suite d'un incident avec le bébé, Daisy a été admise à l'hôpital et les médecins ont conclu qu'elle doit rester clouée au lit jusqu'à la fin de sa grossesse. Lorsque le juge l'apprend, il accorde sa requête à Phyllis, au grand désarroi de Lauren. En décembre 2010, Phyllis installe donc Daisy chez elle. Mais comme l'installation de Daisy chez Phyllis contraint Summer à vivre chez Nick, Danny décide alors de prendre Daisy chez lui.
- En même temps, elle publie un article ravageur sur Sharon : celle-ci perd toute crédibilité aux yeux du tout Genoa. Comme Danny refuse de s'occuper du bébé une fois né, Phyllis décide de l'adopter. Cependant, Danny refuse catégoriquement qu'un de ses proches adoptent l'enfant.
- La nuit de la Saint-Sylvestre, Daisy a de violentes contractions. Jana, seule avec elle chez Danny à ce moment-là, le prévient puis celui-ci prévient Phyllis et Jack qui le rejoignent à l'hôpital, suivis de Lauren et Michael. Ensuite, Jana la conduit à l'hôpital mais jalouse en voyant son ex-mari Kevin en train d'embrasser sa nouvelle petite-amie Chloé au bord de la route, elle décide de s'arrêter et de laisser Daisy s'échapper. Puis elle se blesse volontairement avec une pierre et fait mine d'avoir été frappée par Daisy qui voulait s'échapper. À l'hôpital, tous attendent Daisy et Jana mais Kevin les appelle afin de les informer de ce qu'il s'est passé. Danny décide d'aider la police à retrouver la voiture de Jana que Daisy a prise pour s'échapper. Ne le voyant pas revenir, Jack et Michael partent à sa recherche et le retrouvent inconscient, dans la neige, près du zoo abandonné dans lequel Daisy, Ryder et leur tante Sarah avaient retenu Lauren et Jana en otage. Transporté d'urgence à l'hôpital, Danny tombe dans le coma. Phyllis se sent alors horriblement coupable de ce qui arrive mais après quelques jours de coma, Danny finit par se réveiller. Cependant, il n'a aucun souvenir de ce qu'il s'est passé après avoir retrouvé Daisy. En février 2011, Phyllis prend la décision d'aider Danny à retrouver son bébé.
- Parallèlement, elle aide Sharon à prouver son innocence dans la mort de Skye. Jack et elle s'en vont à Hawai dans l'espoir de trouver l'homme qui tenait l'hôtel dans lequel Skye résidait, Koa, mais il découvre qu'il a gagné au loto et qu'il a quitté l'île. Puis ils proposent une grosse somme d'argent à quiconque qui leur montrerait une vidéo de l'excursion sur le volcan le 29 décembre 2010. Un homme les contacte et leur vend sa vidéo sur laquelle ils voient Victor caché dans le noir en train de surveiller les participants à l'excursion, dont Sharon. Jack lui demande d'en parler à personne mais elle ne l'écoute pas et en parle à Nick qui ensuite confronte son père.
- En mars 2011, Abby, Nick et Victoria gagnent le procès qu'ils ont intenté à leur père. Victor avait sollicité l'aide d'Adam afin qu'il  fasse un faux-témoignage pour lui mais à la dernière médiation, Adam ne s'est pas présenté et Neil, qui a témoigné pour les enfants Newman, a contredit ses dires. Sharon engage Paul afin qu'il le retrouve et celui-ci le localise en Thaïlande. Sharon décide d'aller le rejoindre en utilisant l'identité de Faith. Phyllis la suit sans qu'elle s'en rende compte mais dans l'avion, Sharon se fait arrêter et est jetée en prison jusqu'à son procès. Phyllis arrive en Thaïlande et retrouve Adam. Il lui dit qu'il est ici à la recherche de Koa, qu'il l'a retrouvé mais qu'il est parti avec la preuve qui peut innocenter Sharon, son appareil photo. Elle décide alors de l'aider à le retrouver. Ils remontent dans sa chambre afin de voir s'il n'y a pas un indice leur permettant de le retrouver. Phyllis tombe sur des dés truqués. Adam a alors une illumination : Koa étant un tricheur au jeu comme l'était Skye ne peut se trouver qu'à un endroit ; dans une salle de poker. Ils réussissent à en localiser une non loin de l'hôtel et y trouvent Koa. Phyllis joue alors le rôle de la rabatteuse tandis qu'Adam l'attend dehors. Elle séduit Koa, puis va lui chercher un verre et y met un puissant sédatif. Elle lui donne et s'en va. Quelques minutes plus tard, le videur met Koa à la porte en lui hurlant que les tricheurs ne sont pas acceptés ici et que s'il revient, il le tuera. Une fois sorti, Koa s'écroule par terre. Adam et Phyllis le ramènent dans sa chambre et l'attachent au lit. Quand Koa se réveille, il finit par leur avouer qu'il a vendu l'appareil de Sharon à un jeune garçon lors du marché nocturne de la ville. Adam et Phyllis s'y rendent immédiatement. Ils parviennent à retrouver l'appareil photo mais sans la carte mémoire. Ils ne peuvent donc rien prouver s'ils n'ont pas la carte mémoire. Adam se dit alors qu'il n'a qu'à ramener Koa à Genoa avec lui  mais quand ils reviennent dans la chambre de Koa, celui-ci s'est enfui. Adam décide alors de retourner à Genoa afin de soutenir Sharon dans son procès qui a déjà commencé. Mais Phyllis décide de rester et achète tout un paquet de carte mémoire à ce marché nocturne. Quand elle revient à Genoa, elle demande à Malcolm de les visionner afin de voir si la vidéo de Sharon avec Skye est dessus.
- À son retour, Michael lui apprend qu'il a retrouvé Daisy avec Danny au Canada grâce à son détective privé mais que Danny l'a laissé s'enfuir pendant qu'il est parti chercher la police pour l'arrêter. Phyllis comprend tout de suite pourquoi Danny a fait ça : pour que personne ne puisse retrouver sa fille. Phyllis n'hésite pas à lui dire.
- Le 8 avril, Sharon est déclarée coupable du meurtre de Skye. Une fois le verdict tombé, elle s'en va aux toilettes accompagnée d'une policière et parvient à s'évader grâce à un plan d'Adam. Très vite, l'alarme retentit au tribunal et les caméras du monde entier filment le procureur annonçant l'évasion de Sharon. Adam demande à Sharon de revenir en utilisant l'une des caméras présentes mais Phyllis et Nick ne croient pas du tout en son discours et sont certains qu'il l'a aidé à s'enfuir. Alors, quand juste après Adam s'en va à Saint-Martin, ils le suivent aveuglément. Or, Adam sait qu'ils le suivent et les emmènent sur une fausse piste. Arrivés à Saint-Martin, ils vont dans le même hôtel qu'Adam et prennent la chambre voisine. Ils essaient d'écouter les conversations d'Adam au téléphone en utilisant des verres sur le mur qui sépare les deux chambres mais ils n'entendent rien. De plus, il y a une tension sexuelle entre les deux qui les empêchent d'être vraiment efficace. Au bout d'un moment, Adam s'en va et monte sur un bateau pour Saint-Barthélemy. Phyllis et Nick le suivent, mais au moment du départ, Adam en descend discrètement sans qu'ils le voient. Phyllis et Nick perdent alors sa trace. Se retrouvant tous les deux dans une chambre avec une ambiance romantique, ils finissent par céder à leurs pulsions et couchent ensemble. Juste après, les deux s'accordent à dire que c'était une erreur. Mais c'est alors que Phyllis reçoit un coup de fil de Jack lui disant que Sharon est morte dans un accident de voiture au Nouveau-Mexique. Elle en informe Nick qui est effondré. Ils retournent à Genoa pour les funérailles de Sharon le 22 avril mais Jack trouve son comportement changé depuis son retour. Il commence à se demander si Phyllis ne l'a pas trompé avec Nick. Après les funérailles, Phyllis confirme ses soupçons. Alors, il décide de rompre avec elle.

### Lucy, sa petite-fille
- Le 26 avril 2011 (épisode diffusé en France début octobre 2014 sur TF1), Jana enlève Cordélia et Lucy Abbott, les filles de William. Quand Phyllis apprend cette nouvelle en regardant la télé, elle se rend immédiatement chez William et Victoria. Mais elle est très surprise d'y trouver Danny et ressent une certaine tension entre les trois. Ensuite, Danny et elle vont au Néon Ecarlate et discutent de sa fille. Phyllis souhaiterait que Danny se bouge afin de la retrouver . C'est alors qu'il lui avoue qu'il sait où elle est, avec de bons parents, mais qu'il ne compte pas lui dire qui elle est. Elle tente de le faire parler mais Danny ne cède pas. Phyllis n'en revient pas qu'il ne se batte pas pour sa fille; elle considère qu'elle leur a été volé, comme Lucy à William et Victoria. C'est alors qu'elle a un déclic : William et Victoria ont adopté Lucy, nouveau-née, peu de temps après l'accouchement de Daisy, Danny a laissé Daisy s'échapper au Canada parce qu'il connaissait l'identité du bébé et ne voulait pas qu'elle la découvre aussi, Jana était à la recherche de sa fille et a enlevé Lucy qui est de plus rousse comme Daisy et elle-même. Il ne fait plus l'ombre d'un doute pour elle que Lucy est la fille de Daisy et de Danny et par conséquent sa petite-fille. Danny ne peut que confirmer et demande à sa mère de ne pas chambouler les vies de Lucy, William et Victoria en leur retirant Lucy. Cependant elle refuse. Elle veut que Lucy soit avec sa famille biologique et comme Danny ne veut pas l'élever, elle veut le faire à sa place. Le lendemain, Danny prend rendez-vous avec l'avocat Rafael Torres afin de trouver une solution pour contrecarrer les plans de sa mère. Rafael lui dit que le meilleur moyen pour que Lucy reste avec William et Victoria est qu'il leur cède ses droits parentaux. Au même moment, Phyllis dit la vérité à Michael sur Lucy mais lui demande de ne rien dire à Lauren pour le moment. Aussi elle lui demande d'être son avocat.
- Plus tard dans la journée, elle rend visite à William et Victoria. En voyant le regard de Phyllis, Victoria comprend immédiatement que Phyllis sait que Lucy est la fille de Danny. Elle souhaite voir Lucy. Victoria l'autorise à la porter. Les trois amis commencent à discuter mais très vite, la discussion vire à la dispute. À ce moment-là, Danny arrive et les informe qu'il a renoncé à ses droits parentaux. Phyllis est choquée.
- Le lendemain, s'organise une confrontation entre Phyllis, Danny, William et Victoria et leurs avocats pour trouver un arrangement par rapport à Lucy car aucun ne veut aller jusqu'au procès. Phyllis accepte finalement de renoncer à Lucy. Mais après que Chloé a récupéré Cordélia, que Jana avait abandonnée dans une église avec Lucy, elle a demandé la garde exclusive de sa fille parce qu'elle tenait William pour responsable de l'enlèvement de leur fille et dans les raisons qu'ils l'ont poussé à le faire, elle a mentionné le fait que William a acheté Lucy auprès d'une trafiquante d'enfants. Malheureusement, William n'a pas été mis au courant de la demande de Chloé. Alors après avoir trouvé une solution pour Lucy, le service de protection à l'enfance arrive chez William et Victoria et les informe qu'ils viennent leur retirer Lucy à cause de son adoption illégale décrite par Chloé dans les raisons qui la poussent à demander la garde exclusive de Cordélia. Victoria est effondrée et William est doublement furieux. Par contre, Phyllis voit en cette situation une chance de récupérer Lucy.
- Quelques jours plus tard, Michael informe Phyllis qu'il refuse finalement de la représenter. Elle comprend tout de suite que Victor a menacé Michael de le virer s'il s'attaquait à Victoria. Alors elle engage Leslie Michaelson, une autre redoutable avocate. Leslie lui annonce qu'elle ne pourra pas récupérer Lucy tant que Daisy n'aura pas renoncé à ses droits parentaux.
- Après que les services sociaux leur ont retiré Lucy, la juge a accordé la garde temporaire à Danny et interdit à William de publier quoi que ce soit sur cette histoire. Phyllis est plus qu'heureuse : elle pense que de cette manière, Danny va finir à s'attacher à sa fille. Mais elle n'en revient pas quand il lui dit qu'il va s'installer dans l'appartement du garage de William et Victoria pour que Lucy soit plus proche de ses "parents". Après qu'il est parti, elle décide de publier un article sur Danny et Lucy sur le site de Style & Effervescence afin d'attirer Daisy à Genoa et empêcher William et Victoria d'adopter Lucy. Rafe prévient William qu'il n'aurait jamais dû faire ça, pensant qu'il est l'auteur de l'article. mais William lui affirme que non. Danny, Victoria, Rafe et lui comprennent que c'est Phyllis qui l'a écrit. Furieux, William se rend chez Phyllis et lui annonce qu'elle est virée en essayant de contenir sa colère. Après avoir lu l'article de Phyllis, Rafe pense qu'il est mieux que Danny rentre chez lui avec Lucy car la juge pourrait penser que William et Victoria la trompent et s'occupent de Lucy. Kevin parvient à supprimer l'article.
- Mais quelques jours plus tard, Rafe les informe que la juge va retirer les droits parentaux de Daisy étant donné qu'elle ne s'est pas présenté à Genoa depuis que l'identité de Lucy a été rendue publique. De plus, il leur annonce qu'elle a décidé de restaurer les droits parentaux de Danny. À la fin de la sentence, Danny dit à la juge qu'il souhaite donner ses droits parentaux à William et Victoria, ce qu'elle refuse car elle n'a pas d'éléments suffisants qui pourraient aller dans ce sens-là. Cependant, Kevin arrive au tribunal pour témoigner en faveur d'eux. Danny en est ravi et finalement, la juge accorde la garde de Lucy à William et Victoria. Mais quelques minutes plus tard, Phyllis arrive avec Leslie et.. Daisy !! Tout le monde est choqué. Danny se dispute avec sa mère, William interdit Daisy d'approcher Lucy. Daisy, qui a passé un marché avec Phyllis, leur annonce qu'elle est venue se rendre aux autorités et donner ses droits parentaux à Phyllis pour espérer voir Lucy. Lauren et Michael, qui sont également présents, n'en reviennent pas et en veulent à Phyllis terriblement. William et Victoria s'en vont avec "leur" fille et comptent bien empêcher Phyllis et Daisy de leur prendre Lucy.
- Le 17 juin 2011 (épisode diffusé en France le 21 novembre 2014 sur TF1), une dernière audience a lieu quant au devenir de Lucy. Leslie déstabilise William, Victoria et Danny en parlant de leur passé, ce qui permet à Daisy d'avoir la garde de Lucy. Mais étant donné qu'elle est en prison, Phyllis obtient la garde temporaire. Victoria est effondrée, William aussi mais ne le montre pas. Il souhaite faire appel à la décision de la juge mais Rafe lui dit qu'il ne peut plus rien faire car pèsent dans la balance que Daisy est la mère biologique de Lucy et lui a acheté Lucy. Alors, Phyllis rentre chez elle avec sa petite-fille. Cependant, cette "victoire" est amère pour elle car en contrepartie, elle a perdu tous ses amis dont Lauren & Michael mais aussi Danny, qui a coupé les ponts avec elle. Alors un jour, dans un moment de faiblesse, elle demande à Nick de passer la voir en prétextant qu'elle a un problème avec Lucy juste pour avoir de la compagnie. Bien qu'elle se soit attaquée à sa famille, Nick lui dit qu'il sera toujours là pour elle. Quelques jours plus tard, Nick rachète Style & Effervescence à William et propose à Phyllis de travailler avec lui, ce qui choque William et Victoria quand ils l'apprennent. Elle accepte.

### Du retour de Sharon d'entre les morts à la mort de Diane
- Quelques jours plus tard, Adam apprend que Phyllis a confié un stock de cartes mémoires à un ami de Malcolm pour qu'il y trouve la vidéo de Sharon avec Skye. Quand il l'appelle, elle lui dit de les jeter mais Adam demande à les récupérer. Il donne la moitié des cartes à Noah pour qu'il l'aide à regarder leur contenu. Mais il parvient finalement à trouver la carte mémoire de l'appareil photo de Sharon contenant la vidéo avec Skye juste avant sa mort. Il peut donc laver le nom de sa bien-aimée.
- Bien qu'ils essaient de rester collègues de travail et amis, la tension sexuelle entre Nick et elle grandit. Ils sont sur le point de coucher ensemble au bureau le 8 juillet 2011 quand ils apprennent tous les deux par téléphone que Sharon est en vie et a été arrêté à la Nouvelle-Orléans ! Phyllis se rend au poste pour voir Sharon de ses propres yeux. Pour elle, c'est une égoiste qui n'a pas pensé une seconde à tout le mal que sa "mort" ferait à ses proches. Nick la suit et lui demande de s'en aller pour éviter un scandale. Il demande des explications à Sharon mais en les entendant, il pète un plomb. Il n'arrive pas à croire qu'elle n'ait pas pensé que se faire passer pour morte a été douloureux pour tous ses proches. Il la blâme pour ce qu'elle a fait et s'en va. C'est ensuite Adam qui parle avec elle. Il est plus heureux que jamais, ayant rêvé que ce jour arrive. Il ne lui en veut pas du tout. Sharon est heureuse aussi mais elle se sent coupable de l'avoir trompé avec Sam. Elle décide alors de tout lui dire sauf qu'Adam, vraiment très heureux, ne la laisse même pas parler. C'est alors que Sam débarque ! Sharon n'en revient pas, Adam se retourne et le voit. Les deux hommes comprennent alors ce qu'ils sont pour Sharon. Sharon tente de le retenir mais Adam s'en va, se sentant trahi. Fou de rage d'avoir été trompé, il jette la carte mémoire depuis le pont du parc.
- Peu après, s'organise le deuxième procès de Sharon. La juge la condamne à 25 ans de prison pour meurtre avec préméditation et 5 ans en plus pour s'être évadée. Sharon est bouleversée. Victor, qui est venue à l'audience, lui promet qu'il la sortira de prison. Mais Sharon a perdu tout espoir. Quant à Adam, il est impassible. Son attitude surprend bon nombre de monde, surtout Phyllis. Elle ne comprend pas pourquoi Adam n'est pas auprès de Sharon, pourquoi il ne cherche plus à l'innocenter alors que c'est maintenant qu'elle en a le plus besoin. Alors, elle décide de chercher des réponses. Elle contacte l'ami de Malcolm à qui avait confié les cartes mémoires et qui en avait remis une partie à Adam. Celui-ci lui annonce qu'Adam l'a appelé afin de restaurer le son sur une vidéo en particulier. Elle découvre plus tard que c'est la vidéo sur laquelle Sharon tente de sauver Skye. Elle confronte Adam, qui lui dit qu'il n'a finalement rien trouvé. Mais Phyllis n'y croit pas et lui demande la carte mémoire contenant la vidéo. Adam lui dit qu'il ne l'a plus. Elle décide alors d'écrire un article qui accuse Adam d'avoir la preuve de l'innocence de Sharon mais de ne pas l'utiliser pour la faire libérer.
- Fin juillet, alors que Nick & Phyllis couchent ensemble au bureau, Diane les surprend et dans un excès de jalousie, elle la jette violemment au sol. Quand Phyllis se relève, elles commencent à se battre. Nick les sépare. Quand Nick lui demande ce qu'il lui prend, elle lui dit qu'elle était dégoutée de les voir en train de faire l'amour comme des bêtes alors qu'eux avaient couché ensemble tendrement. Phyllis n'en revient pas qu'il ait pu coucher avec elle mais Nick lui dit que c'était une erreur même si ce n'était pas la seule fois. Alors elle jubile, exprime toute sa joie à Diane en lui disant qu'elle a perdu cette fois-ci et qu'elle ferait mieux de s'en aller car personne ne veut d'elle à Genoa. Les mots de Phyllis blessent Diane, elle s'en va, au bord des larmes. Nick lui court après, au grand dam de Phyllis. Pendant son absence, elle appelle Michael pour lui annoncer qu'elle porte plainte contre Diane.
- Parallèlement Diane & Adam continuent de comploter contre Victor. Après avoir ruiné l'entrée en Bourse de Newman Entreprises, Adam a décidé de monter la mort de Diane et accusé Victor de son meurtre. Il annule le plan quand il apprend que Diane l'a trahi en le dénonçant au procureur pour le rôle qu'il a joué le jour de l'introduction en Bourse. Le problème est que Diane a déjà envoyé son fils Kyle en Suisse, sans que Jack le sache, et qu'elle doit aller le rejoindre en sachant qu'elle n'a pas un sou. Elle doit donc se débrouiller pour trouver l'argent qu'il lui faut. Grâce à Deacon Sharpe, elle est en possession de la vidéo dans laquelle Abby avoue qu'elle a renversé Tucker. Avant de s'en servir, elle décide de s'attaquer à tous les Newman. Elle commence par poursuivre Nikki, en cure de désintoxication, pour adultère et la rend responsable de l'annulation de son mariage avec Victor. Lorsque Victor apprend la nouvelle par Victoria, il se rend tout de suite à l'Athletic Club pour la confronter. Il lui ordonne de dire publiquement qu'elle a menti pour le nuire car tout ça est faux. Mais Diane, pour le faire enrager, lui montre la photo qu'elle a prise de Nikki et lui au lit au moment où ils étaient encore mariés ainsi que la vidéo de la confession d'Abby quand il la menace. Elle le menace de la diffuser s’il ne lui donne pas d'argent. Pour lui montrer qu'il ne cédera pas à son chantage, il lui arrache la caméra des mains et la jette contre la cheminée. Mais Diane commence à hurler et lui dit ne pas l'approcher, afin de faire croire à ses voisins de chambre qu'il est train de la battre. Après le départ de Victor, elle appelle la police et rapidement Victor est arrêté. Ensuite, elle vend la photo à un magazine qui en fait sa une avec le titre "Once a Stripper, Always a Slut" (Un jour une prostituée, toujours une garce). Quand Victoria appelle le centre de désintoxication pour prévenir sa mère, on lui apprend qu'elle a disparu. Diane rend ensuite visite à Jack. Elle lui avoue qu'elle a envoyé Kyle dans un pensionnat étranger. Jack veut savoir où exactement mais Diane lui fait comprendre que s'il veut Kyle, ce sera avec elle aussi afin de lui donner une famille. Puis elle se déshabille alors que quelqu'un les regarde par la fenêtre et s'en va. Mais Jack refuse de coucher et de se remettre avec elle : il veut seulement son fils. Diane, vexée, lui dit qu'il n'est qu'un donneur de sperme et qu'il ne le verra plus jamais. Juste après, Nick l'appelle et lui demande de la rejoindre au Néon Ecarlate pour discuter à propos de ce qu'elle a fait à sa mère. Quand elle arrive, elle lui explique que ce sont ses ennemis qui l'ont contraint à faire ça mais que lui n'en fait pas partie parce qu'elle l'aime. Nick lui répète pour la énième fois que ce n'est pas réciproque. Alors elle lui demande de lui donner de l'argent en souvenir du bon vieux temps s'il veut qu'elle disparaisse. Mais au même moment, Phyllis arrive et les interrompt. Elle la traite de traînée et les deux femmes se disputent. Adam, quant à lui, est sur la passerelle du parc de Genoa et se dit que Diane mérite de mourir pour ce qu'elle lui a fait. Quelques heures après son arrestation, Victor paie sa caution pour sortir de prison. Aussitôt sorti, il appelle Ashley pour la prévenir que Diane sait que c'est Abby qui a renversé Tucker. Ashley confronte Diane juste après au Néon Ecarlate. Celle-ci lui demande de l'argent en échange de la vidéo mais elle refuse catégoriquement de céder à son chantage. C'est alors qu'elle lui avoue qu'elle a bien couché avec Tucker, comme Abby lui avait dit. De rage, Ashley la gifle et s'en va. Ensuite, Diane rentre dans sa chambre à l'Athlétic Club mais elle croise Michael et Victor au rez-de-chaussée. Michael lui demande de quitter la ville dès ce soir pour sa propre sécurité car elle s'est fait beaucoup trop d'ennemis à Genoa. Il lui dit qu'il est prêt à lui donner de l'argent. Diane l'en remercie et lui confirme qu'elle compte partir ce soir-même. Au bar, William se saoule. Victor le voit et lui lance un pic. C'est alors qu'ils se battent jusqu'à tant que des policiers les séparent et arrêtent William. Juste après, Adam interpelle Diane et lui propose de refaire équipe pour nuire à Victor en échange d'argent mais elle, devra revenir sur tout ce qu'elle a dit au procureur. Diane accepte immédiatement. Le plan entre alors en marche le soir-même. Elle se rend au parc. Là, elle reçoit le message confirmant qu'Adam a bien transféré l'argent promis sur son compte en Suisse. Aussitôt, elle appelle Kyle pour lui dire qu'elle est en chemin puis envoie un message à Victor, Nick, Phyllis, Ashley, Tucker, Abby, Jack et Victoria leur demandant de la rejoindre près de la passerelle dans le parc. Le lendemain matin, on les revoit tous, agissant de manière bizarre comme s'ils voulaient cacher quelque chose. Plus tard, en allant pêcher, Murphy retrouve le corps de Diane flottant dans la rivière avec l'arrière de la tête couverte de sang. Il appelle la police. L'équipe médicale arrive rapidement sur place et confirme le meurtre de Diane. L'autopsie révèle qu'elle a été frappée derrière la tête à 10 reprises et qu'elle est morte au bout du 3e coup à peu près. De plus, elle révèle qu'une trace laissée par une bague arborant les armoiries d'Harvard est présente sur son bras ainsi qu'une clé, enfoncée dans sa gorge. En moins de 24h, l'affaire devient une affaire d'État. La police fait appel à un ancien agent du FBI, Ronan Malloy (le fils de Nina volé à la naissance), afin de la résoudre.
- Phyllis & Nick apprennent la nouvelle par téléphone, après avoir fait l'amour. En se rhabillant, elle constate qu'il a une égratignure toute fraîche sur le cou. Il lui explique qu'il a dû se faire ça en allant chercher un jouet de Faith dans les buissons au ranch. Rapidement, ils discutent de ce qui est arrivé à Diane et elle dit qu'elle mérite ce qu'il lui est arrivé, au grand étonnement de Nick. Lorsqu'il s'en va, elle constate qu'elle a un ongle cassé et appelle immédiatement sa manucure pour prendre rendez-vous le jour même. Ronan finit par trouver le portable de Diane. Il interroge tous ceux à qui Diane a envoyé un sms le soir de sa mort, dont Phyllis. Elle nie avoir rejoint Diane dans le parc. Pourtant, elle y est bien allé et Diane, depuis l'au-delà nous le confirme. Phyllis est allée voir Diane pour la confronter après qu'elle l'a menacé de poster une photo d'elle et Nick en action sur Internet pour que ses enfants puissent la voir. Mais comme à leur habitude, elles se sont disputées puis giflées toutes les deux. Phyllis a alors ramassé une pierre (et s'est cassé un faux-ongle sans faire attention) et a couru derrière Diane avec. Quelques jours plus tard, il l'interroge de nouveau en lui annonçant que la police a trouvé un faux-ongle en acrylique sur le lieu du crime et qu'il sait qu'il lui appartient parce qu'il a constaté qu'elle avait refait l'un de ses ongles quand il l'a interrogé la fois précédente et que le salon de beauté dans lequel elle est allée lui a confirmé qu'elle a pris rendez-vous en catastrophe le lendemain matin du meurtre. C'est aussi à partir de ce moment que Deacon commence à la tourmenter en lui disant qu'il sait ce qu'elle a fait et qu'il l'a vu courir derrière Diane avec une pierre. Phyllis finit par lui dire qu'après s'être disputé avec Diane, celle-ci s'est cachée et donc elle est partie. Elle se demande cependant si ce n'est pas lui qui l'a tué puisqu'après tout, il était dans le parc aussi le soir de sa mort.

### Phyllis et Avery: sœurs ennemies
- Après la condamnation de Sharon, Victor a décidé d'engager une nouvelle avocate pour représenter Sharon, jugeant Leslie Michaelson incapable. Il engage à la fin du mois de juillet Avery Bailey Clark, une brillante avocate de New-York, réputée pour son talent et son implication dans les causes perdues. De nombreuses personnes la rencontrent dont Nick et Adam mais Phyllis et elle se loupent toujours. En discutant avec Adam, elle apprend que son deuxième prénom est Bailey, ce qui la perturbe sur le coup. Adam le voit et lui demande si elle ne la connaîtrait pas. Phyllis répond que non mais arrivée au bureau, elle s'empresse de chercher des informations sur Avery ainsi qu'une photo d'elle. Et là, elle la reconnaît : c'est sa petite sœur ! Elle se rend immédiatement à l'Athlétic Club et la croise au rez-de-chaussée. Elles montent dans la chambre d'Avery pour discuter. Adam tente d'écouter leur conversation mais il n'arrive pas à entendre ce qu'elles se disent. Phyllis lui demande ce qu'elle fait ici. Avery comprend tout de suite qu'elle n'est pas la bienvenue dans la vie de sa sœur et est déçue qu'elle ne soit pas contente de la revoir après toutes ces années. Elle lui avoue qu'elle a suivi tout son parcours depuis qu'elle est partie de Darien. Elles finissent par se disputer. Avery lui reproche de l'avoir laissé tomber en partant de la maison alors qu'elle était son modèle. Phyllis lui demande alors de ne pas regarder vers le passé mais vers l'avenir et lui interdit de parler de leur lien à qui que ce soit.
- Bien qu'elle ne l'ait pas trop montré à Avery, Phyllis est très perturbée du retour de sa sœur dans sa vie. Elle décide d'aller prendre un café au Néon Ecarlate et passe devant Michael sans même le voir. Celui-ci sent qu'elle ne va pas bien et il lui demande de lui dire ce qu'il ne va pas. Elle dit toute la vérité. Il est choqué qu'elle est tirée un trait sur son passé si radicalement mais pense que le destin lui a donné une seconde chance afin de se rattraper avec sa sœur comme lui s'est rattrapé avec Kevin. Phyllis ne le voit pas comme ça du tout et lui affirme qu'elle ne compte pas renouer avec elle. Parallèlement, Avery réussit à organiser un nouveau procès pour Sharon dans lequel Phyllis est citée à comparaitre. Elle reçoit la convocation pendant qu'elle parle avec Michael. Il décide de la représenter malgré tout ce qu'il s'est passé entre eux. Au début de la séance qui a lieu à huis clos, Avery demande à Phyllis si leur lien influencera son témoignage dans cette affaire. Phyllis répond que non mais pendant la séance, elle donne peu d'informations sur ce qu'elle sait et se montre hautaine envers Avery.
- Quelques jours plus tard, Avery prend un café au Néon Ecarlate quand elle voit Nick & Phyllis s'embrasser sur la terrasse. Plus tard, elle demande à Nick de la rejoindre au tribunal pour lui parler du nouveau procès qui approche à grands pas. Mais Phyllis l'appelle après pour lui dire qu'elles doivent se parler et qu'elle la rejoint. Quand Phyllis arrive au tribunal, Avery lui dit qu'elle est surprise qu'elle l'ait appelé alors qu'elle lui a dit qu'elle ne souhaitait avoir aucune relation avec elle. Elles discutent quand Nick arrive et entend Phyllis dire qu'elle ne souhaite pas qu'il sache qu'elles sont sœurs. Il n'en revient pas, Phyllis lui demande de l'excuser. Elle n'en a parlé à personne parce qu'elle souhaitait oublier sa vie d'avant et avait réussi à le faire jusqu'à l'arrivée d'Avery.
- Le jour de la première audition du procès de Sharon, Phyllis reçoit un appel de Daisy, lui demandant des explications après avoir appris que Leslie ne la représentait plus. Celle-ci se contente de lui dire qu'elle avait d'autres affaires plus urgentes. Daisy comprend alors que Phyllis s'est servie d'elle pour obtenir la garde de Lucy. Le jour même, elle rencontre Sharon Newman en prison. Elles sont très étonnées de se voir, l'un comme l'autre. Daisy lui demande alors si elle ne peut pas demander à son avocate de prendre son affaire. Mais Sharon refuse. Cependant peu après, une prisonnière attaque Sharon. Daisy vient à son secours et se prend un coup. Avery se rend immédiatement à la prison après avoir appris ce qu'il s'était passé. Elle voit Sharon et Daisy ensemble. Elle fait connaissance avec Daisy, qui rapidement lui demande l'aide afin que Phyllis lui amène sa fille. Avery accepte de la représenter et Daisy dépose une injonction contre Phyllis, l'obligeant à lui ramener Lucy. Quand elle l'apprend, elle est furieuse contre Avery. Elle pense qu'elle est venue à Genoa pour la détruire et se venger de son abandon mais dans le cas présent, elle nuit à la sécurité de Lucy. Phyllis refuse qu'elle ait un contact avec sa mère. Elle demande alors à Ronan de l'assigner à résidence, de cette manière elle ne pourra pas emmener Lucy voir sa mère. Mais Ronan lui dit que même si elle est assignée, les services sociaux amèneront Lucy voir sa mère. Par contre, il lui conseille d'agir intelligemment, de trouver des prétextes pour ne pas emmener Lucy à la prison.
- Le 7 octobre 2011, Phyllis apprend par Malcolm que Devon est le fils de Tucker. Elle décide d'écrire un article dessus mais Nick refuse catégoriquement. Cependant, ne faisant qu'à sa tête, elle le publie en ligne quand même. Quand elle le dit à Nick, ils se disputent et il s'en va à l'Athlétic Club. Après s'être violemment disputé avec Danny, elle décide de le rejoindre mais elle a la mauvaise surprise de le voir avec Avery.
- Peu avant Halloween, tous les suspects du meurtre de Diane sauf Adam reçoivent un message de Ronan qui leur demande de les rejoindre dans un entrepôt à la sortie de l'autoroute pour discuter car il y a une fuite au poste. En réalité, ce n'est pas Ronan qui leur a envoyé les messages car quelqu'un lui a volé son portable alors qu'il surveillait la maison de Geneviève Atkinson (la petite amie de Jack) quelques heures plus tôt. En pensant que le message vient de Ronan, tous vont à l'entrepôt et sont surpris les uns les autres de s'y voir. Puis soudain, un film se déclenche, montrant les dernières images de chacun des suspects avec Diane au parc, souvent avec de la violence, ce qui les rend suspicieux les uns envers les autres. Le fait que Ronan ne soit pas là les intrigue mais ils en profitent pour cacher le lecteur avant qu'il n'arrive. C'est alors que Nick et Victor commencent à se demander si ce n'est pas Adam, le seul suspect du meurtre qui n'est pas là, qui les a réunis ici. Mais, parallèlement, Adam a lui aussi été contacté anonymement pour aller à la foire aux citrouilles. Arrivé, là-bas, il ne voit personne mais soudain, il voit une citrouille habillée d'une tenue de bonne sœur. Pour lui, il n'y a alors plus l'ombre d'un doute, Patty Williams est de retour ! C'est alors que l'on voit à l'hôpital Myrna Murdock, la gouvernante de Geneviève, couverte de bandages, après avoir été gravement brûlée ce dans l'explosion du manoir de Geneviève le soir même, exceptée au niveau de la jambe gauche, là où elle a le tatouage d'un chat noir, le même que celui de Patty. Myrna est donc Patty et c'est apparemment elle qui les tourmente avec les indices et la caméra de surveillance qu'elle a volés dans le parc la nuit du meurtre.
- Pour prouver la culpabilité d'Adam, Nick décide de montrer la première photo qu'Ashley a reçue anonymement et les résultats du test ADN de l'empreinte qui était dessus, indiquant qu'elle appartenait à une personne qui avait un ADN très proche du sien. Mais Ronan pense que Nick a monté en quelque sorte cette preuve pour reporter les soupçons qu'il a sur lui sur quelqu'un d'autre. Phyllis décide alors d'aider Nick et pour savoir ce que pense vraiment Ronan, elle le drague et lui fait des avances. Mais, Ronan n'est pas dupe et sait pertinemment pourquoi elle agit ainsi. Cependant, il se montre assez intéressé.

### De la libération de Sharon à la résolution de l'affaire Jenkins
- Peu après, le 28 octobre 2011 (épisode diffusé en France en mars 2015 sur TF1) elle rencontre Ricky Williams, le fils de Paul, au Néon Ecarlate et celui-ci lui demande l'embaucher. Phyllis lui dit alors d'écrire un bon article et qu'elle verra si elle l'engagera par la suite Mais en partant, elle tombe sur Nick & Avery enlacés (En réalité, Nick a juste rattrapé Avery qui a failli tomber). Jalouse, elle appelle Ronan et lui demande de la rejoindre au magazine en prétextant qu'elle a d'autres choses à lui dire sur l'enquête. Quand il arrive, ils font l'amour sur son bureau mais après se promettent de ne pas recommencer. Le lendemain, Ricky lui montre des photos d'Adam en train d'embrasser langoureusement Heather ivre devant la porte de sa chambre à l'Athlétic Club. Phyllis n'en revient pas et propose à Ricky de les lui vendre. Mais quand celui-ci comprend qu'elle ne l'embauchera pas, il les lui reprend des mains, s'en va et les montre à Avery pour qu'elle puisse les utiliser et montrer qu'il y a un vice de procédure lors de la prochaine séance.
- Le 2 novembre 2011, Phyllis se rend au poste pour avoir une explication avec Ronan après avoir vu qu'il avait fouillé dans son ordinateur après qu'ils ont couché ensemble. Alors qu'il rassemble tout ce qu'il a trouvé dans la rivière, là où le corps de Diane a été retrouvé, après avoir fait draguer l'eau, il tient en main une carte mémoire et Phyllis la reconnaît : c'est la fameuse carte mémoire de l'appareil photo de Sharon ! Ils la lisent pour voir si elle fonctionne et entendent le dernier échange entre Sharon et Skye sur le volcan. Alors ils foncent au tribunal et justement au moment où Avery s'apprête à lui montrer les photos d'Adam & Heather au juge, ils débarquent en disant détenir la preuve de l'innocence de Sharon et apportent au juge la carte mémoire tant recherchée. Le juge retire alors toutes les charges retenues contre Sharon, y compris celle concernant son évasion considérant qu'elle l'a payé tout le temps qu'elle est restée en prison. Sharon n'en revient pas et est plus qu'heureuse. Elle remercie Phyllis en pleurs et celle-ci lui dit de se souvenir, à l'avenir, que c'est elle qui l'a sauvé et non Avery, tout en profitant pour prendre l'enveloppe contenant les photos d'Adam et Heather sans que personne la voie. Elle les poste en ligne tout de suite après. Après qu'un journaliste lui a montré l'article, Avery se rend dans les locaux de Restless Style et confronte Phyllis en lui disant qu'elle a fait ça surtout contre elle. Ricky arrive après et lui apprend qu'il compte porter plainte contre elle. Avery nargue alors Phyllis en lui disant qu'elle le représentera avec joie. Nick arrive à ce moment-là et apprend ce qu'a fait Phyllis. Il n'en revient pas. Phyllis et lui se disputent, Nick rompt avec elle et elle devient littéralement folle. Plus tard, elle reçoit la citation à comparaître et couche une nouvelle fois avec Ronan pour se changer les idées. C'est alors qu'il lui avoue qu'il a quitté la ville parce qu'il ne savait pas gérer le fait d'avoir retrouvé sa famille biologique. Au bout d'un moment, Ronan reçoit un appel anonyme avec la voix de Nicholas qui dit à Diane qui la tuera si elle menace sa famille et le dit à Phyllis.
- Le lendemain, elle appelle Nick pour avoir une discussion à tête reposée avec lui sur leur relation mais surtout pour le prévenir de l'appel reçu par Ronan et à son grand étonnement, c'est Avery qui décroche. Elle lui dit qu'il est dans sa chambre mais un peu occupé. Phyllis lui dit que ce n'est pas grave et qu'elle va passer le voir. À son arrivée, elle les surprend en train de se rhabiller et comprend qu'ils ont fait l'amour. De plus, elle a la certitude qu'Avery fait tout ça pour lui en faire baver car celle-ci n'a pas dit à Nick qu'elle passerait justement pour qu'elle les voie au lit. Phyllis est furieuse contre Nick. Elle lui explique pourquoi elle était venue mais lui dit que cette fois, elle ne l'aidera pas. Phyllis discute plus tard avec Avery et on comprend pourquoi Phyllis a quitté la maison : leur père George a été accusé d'escroquerie et sachant qu'il était coupable, Phyllis a préféré partir que de porter le poids et la honte d'un père criminel. Mais quelques jours plus tard, lors de Thanksgiving, en emmenant Lucy à Daisy, Phyllis révèle à sa sœur que ce sont en fait leurs parents qui l'ont mise à la porte, justement parce qu'elle savait pertinemment qu'il était coupable et n'hésitait pas à le dire à qui veut l'entendre. Avery lui avoue alors pour la première fois qu'elle savait aussi que leur père était coupable des crimes qu'on l'accusait. Ensuite, Phyllis se fait arrêter pour avoir volé les photos mais Nick parvient à la faire libérer en trouvant un arrangement avec Ricky. Peu après, Daisy appelle Danny pour lui dire que Lucy va retrouver sa mère grâce à sa tante. Il ne comprend pas sur le coup alors Daisy lui avoue qu'Avery est la sœur de sa mère. Danny confronte Phyllis juste après et ils finissent par se disputer. Alors, Danny s'en va glaner des informations auprès d'Avery
- En novembre 2011, Nikki revient en ville. Très vite, Ronan la suspecte du meurtre de Diane et donc l'arrête pour l'interroger. En apprenant la nouvelle, Phyllis commence à écrire un article qui accuse pratiquement Nikki d'avoir tué Diane mais Nick la surprend. Ils se disputent une nouvelle fois et Nick finit par la renvoyer. Plus tard, en voyant Avery , elle lui dit qu'elle a eu ce qu'elle voulait puisque Nick est à elle maintenant. Ensuite, elle quitte la ville avec Lucy pendant quelque temps.
- Pendant ce temps, Nick revend le magazine à William. Ricky voit alors une chance de prendre la place de Phyllis. Il passe un entretien avec William mais celui-ci ne s'avère pas concluant. Phyllis, de retour, lui propose alors un marché : elle lui donne le mot de passe du site de Restless Style pour qu'il puisse poster l'article accusant Nikki d'être la meurtrière de Diane à condition qu'il renonce à la poursuivre en justice pour le vol des photos. Il accepte et poste cet article qui fait l'effet d'une bombe. En même temps, Ronan, destitué de ses fonctions depuis l'arrestation de Victor, propose à Phyllis de découvrir avec lui qui a vraiment tué Diane. Elle lui dit ce qui s'est vraiment passé dans l'entrepot abandonné avant son arrivée et insiste sur le fait qu'Adam et Nikki n'étaient pas là. Peu après, Ronan reçoit un e-mail avec une vidéo qui montre Nikki inconsciente couverte de sang près de la pierre et du cadavre de Diane. Au même moment, Victor plaide coupable pour le meurtre de Diane et est condamné à 25 ans de prison. En allant chez Ronan afin qu'il l'aide à innocenter son père, Nick tombe sur Phyllis qui sort de la salle de bain. Ils ne nient pas leur relation, Nick ne dit rien dessus. Ronan et Phyllis lui montrent la vidéo qu'il a reçue. Pour eux, personne parmi les suspects n'est coupable; une autre personne les manipule et se joue d'eux.
- La nuit de la Saint-Sylvestre, Phyllis et Nick sont au Gloworn avec Ronan et Avery mais ils ne cessent de se regarder pendant qu'ils dansent avec leur partenaire respectif. Avery rompt avec Nick car elle refuse d'être sa roue de secours. Puis, c'est Ronan qui rompt avec Phyllis après l'avoir accompagné chez elle. Juste après, Nick arrive chez elle. Ils avouent chacun leur tour avoir été plaqué ce soir avant de se retrouver et de faire l'amour. Quelques jours plus tard, Nick lui dit qu'il souhaite se remettre avec elle mais Phyllis refuse, encore sous le choc de sa relation avec sa sœur. C'est aussi à ce moment-là que les habitants de Genoa apprennent que Victor & Sharon sont fiancés ! Quand Phyllis l'apprend, elle demande à William de la réembaucher pour couvrir l'article. Cependant, Ricky veut toujours se faire embaucher et lui fait du chantage : soit elle convainc William de l'engager, soit il lui dit qu'elle l'a aidé à hacker le site du magazine. Phyllis fait pression sur William qui accepte finalement de l'engager.
- Peu après, Ronan lui dit qu'il a trouvé une page du journal intime de Diane écrite la veille de sa mort dans laquelle elle dit avoir couché avec un homme. Phyllis ne lui dit pas mais elle pense immédiatement à Nick. Alors, elle va le prévenir et le trouve avec Nikki qui lui demande de l'aider à déverrouiller un fichier qu'elle a trouvé sur l'ordinateur de Deacon. Elle parvient à ouvrir le fichier et tombe sur la sextape de Deacon & Diane qui date de la veille de sa mort. Le soir même, Deacon enlève Nikki et lui montre un extrait de vidéo sur laquelle elle tue Diane qui, sur elle, essaie de l'étrangler. Mais Ronan arrive et lui montre les autres images que Deacon a coupé au montage et qui prouvent qu'elle a tué Diane en légitime défense.
- Le soir même, Ronan fait arrêter toutes les personnes impliquées dans la mort de Diane. La police sait, grâce à Deacon que c'est Nikki qui a tué Diane en état de légitime défense mais de nombreuses zones d'ombres demeurent, comme le fait que des coussins avec des phrases renvoyant à chaque suspect aient été trouvés dans sa chambre ou encore la disparition de certains éléments de l'enquête. Deacon avoue que peu avant sa mort, Diane ne voulait plus faire partie du plan d'Adam mais elle avait absolument besoin d'argent pour rejoindre Kyle. Comme personne ne voulait l'aider, elle a accepté de marcher avec Adam le soir de sa mort et a demandé à Deacon de tout filmer. Il a donc filmé Diane en train d'étrangler Nikki et Nikki frappé Diane à la tête. Il a ramassé le téléphone d'Ashley, volé la caméra dans le parc et pris la seringue avant de les cacher derrière le Gloworn. Mais il avoue aussi que quelqu'un a volé toutes ses preuves. Comme aucun des suspects n'est en mesure d'aider la police, le procureur les arrête tous pour obstruction à la justice. Cependant, tout le monde est donc libéré le lendemain, le 30 janvier 2012 (épisode diffusé en France mi-mai 2015 sur TF1) pour le mariage de Jack & Geneviève. Pendant ce temps, Paul décide d'aller au manoir de Geneviève afin de discuter avec Myrna, qui bizarrement disparaît toujours. Patty l'entend arrivé et donc s'enfuit. Avec la permission de Geneviève, Il fouille dans sa chambre pour trouver des indices et met la main sur son ordinateur sur lequel il trouve des images des suspects avec Diane filmées par la caméra volée. Plus tard, Deacon avoue qu'une femme était avec lui dans le parc, elle a tout vu mais a dit qu'elle ne dirait rien. Il ajoute qu'il l'a un jour vu rôder derrière le Gloworn et qu'elle était obsédée par les chats. Paul se rend compte alors qu'il s'agit peut-être de Patty et quand il montre une photo d'elle à Deacon, il confirme que c'est bien elle. Au même moment, Patty vole la robe de Geneviève et se rend à l'église. Dès que la cérémonie commence, elle avance vers l'autel et quand Jack soulève son voile, il la prend pour Emily (qui était en ville quelques jours auparavant et que Patty a imité la veille et le matin même). Folle furieuse, elle lui dit : « C'est Patty ! » avant de lui tirer dessus et de s'enfuir. Jack est transporté d'urgence à l'hôpital. Il s'en remet mais devient paralysé. Patty est retrouvée et arrêtée. Au poste de police, elle reconnaît avoir fait coudre les différentes expressions sur les coussins retrouvés dans la chambre de Diane, elle est donc la pièce manquante dans le meurtre de Diane, fermant ainsi le dossier.
- Pendant sa cavale, Ricky retrouve sa tante et en la manipulant, il apprend que c'est Adam qui l'a aidé à s'évader. Il propose à Phyllis d'écrire un article sur l'histoire de Jack et Patty mais elle refuse catégoriquement, Jack étant son ex-mari et un ami précieux. De plus, elle trouve ignoble de sa part de vouloir se faire de l'argent sur le dos de sa tante malade. Alors, il finit par poster l'article sur un blog personnel. Parallèlement, Ronan s'en va. Ses aurevoirs avec Phyllis sont très émouvants, d'autant plus qu'elle réussit à l'aider à livrer ses sentiments en lui faisant dire : « Au revoir Phyllis, tu me manqueras. »

### La famille Summers dans la tourmente
- En février 2012, Avery et Phyllis sont en train de discuter quand leur mère appelle Avery pour lui dire que leur père a fait une crise cardiaque et qu'il est dans un état critique. Avery décide d'aller le voir à Darien et propose à Phyllis de l'accompagner mais celle-ci refuse. À son retour, elle lui apprend qu'il est condamné. Phyllis paraît insensible, cependant elle confie plus tard à Nick qu'elle est déchirée entre aller le voir et régler ses comptes ou ne pas y aller et laisser définitivement son passé derrière elle. Pendants ce temps, Avery, qui veut toujours se venger de sa sœur, essaye d'aider Daisy à sortir de prison et à récupérer la garde de Lucy. Elle réussit à organiser une nouvelle audition pour elle le 27 février mais ce jour-là, Phyllis, poussée par Nick décide d'aller voir son père. A Genoa, le juge libère Daisy après qu'Avery lui a montré une vidéo (tournée en secret par Ryder) sur laquelle on voit Sarah Smythe menacer Daisy à l'époque où ils retenaient Lauren & Jana en otage. Michael tente de prévenir Phyllis mais il ne parvient pas à la joindre. Alors il contacte Danny qui en allant chez sa mère tombe sur Daisy, avec Lucy dans les bras, qui lui dit qu'elle a obtenu un droit de visite illimité pour leur fille. De plus, lorsque Avery lui demande où est sa sœur, il lui dit qu'elle est au chevet de leur père. Pendant ce temps à Darien, se déroule une discussion houleuse entre Phyllis et son père George. A peine arrivée, il lui demande ce qu'elle fait là et lui ordonne de s'en aller. Phyllis sort dans la chambre un moment mais y retourne aussitôt car elle refuse de passer pour la méchante une nouvelle fois. Elle le supplie d'avouer qu'il a escroqué tous ces gens et qu'il a utilisé leur argent pour faire profiter sa famille. Entre-temps, Avery les rejoint et alors qu'elle les écoute derrière la porte, George avoue à Phyllis qu'elle avait raison depuis le début. Avery rentre dans la chambre et le confronte. Il nie, en disant qu'il a dit ça uniquement pour faire plaisir à Phyllis mais Avery se rend bien compte que c'est vrai. Déçue, elle fond en larmes et se rend compte que leur mère savait la vérité. Quand elle sort de la chambre avec Phyllis pour discuter, elle s'excuse auprès d'elle en lui disant qu'elle a basé sa carrière d'avocate sur un mensonge et qu'elle n'a finalement que fait libérer des criminels. Après la mort de George, Avery avoue à Phyllis qu'elle a fait libérer Daisy quelques heures plus tôt. Furieuse, Phyllis lui dit que ce sera la guerre entre elles si jamais Daisy obtient la garde de Lucy. Après que Nick lui a dit où était sa mère, Danny arrive à l'hôpital mais son grand-père est déjà mort et sa mère et sa tante sont déjà parties. L'infirmière lui confie alors une boîte contenant les effets personnels de George et il y trouve une photo de Phyllis & Avery petites. Aucun des trois ne se rend à ses funérailles.
- Après la libération de Daisy, Avery décide de ne plus la représenter, réalisant l'erreur qu'elle a faite. Alors Daisy réussit à récupérer ses droits parentaux sur Lucy puis la garde auprès d'un juge. Elle se fait alors un plaisir d'arracher Lucy des bras de Phyllis. Abattue, Nick vient la réconforter et lui dit une nouvelle fois qu'il souhaite se remettre avec elle. Phyllis accepte à condition qu'il ne l'abandonne pas encore pour Sharon ou bien pour Avery. Parallèlement, Ricky se décide enfin à parler de l'implication d'Adam dans l'évasion de Patty. Il écrit un article dessus sur un site spécialisé et vend l'information à Phyllis pour qu'elle la publie dans Restless Style. Elle accepte mais se ravise quand elle apprend qu'Adam (aveugle depuis que Patty lui a jeté de l'acide) & Sharon se sont remis ensemble. Cependant, Patty avoue à Paul que c'est Adam qui l'a aidé à s'évader. Alors il le dit à Sharon qui, se sentant trahie une nouvelle fois, le quitte. Nick la prend dans les bras, Phyllis les voit et de rage, elle publie l'article sans citer le nom de Ricky. Paul les confronte et les accuse d'être aussi mauvais qu'Adam pour profiter ainsi de sa sœur. Quant à Ricky, il se met à vouer une haine profonde envers Phyllis.
- Une fois libérée et installée, Daisy autorise Danny à prendre Lucy et lui propose plusieurs fois de l'élever Lucy avec elle comme une vraie famille mais il refuse catégoriquement, d'autant plus que Phyllis le supporte indéfectiblement dans sa décision, ce qui l'agace. Alors, elle décide d'éloigner Phyllis en la piégeant. Un jour elle confie Lucy à Danny au Néon Ecarlate et s'absente un moment. Pendant son absence, Phyllis arrive et prend Lucy dans ses bras. Daisy appelle alors son avocate, qui arrive sur-le-champ et ordonne à Phyllis de donner Lucy à sa mère. Daisy joue la comédie et fait comprendre à l'avocate que Phyllis est obsédée par Lucy alors celle-ci lui suggère de déposer une ordonnance restrictive contre elle, ce qu'elle fait. Poussé par sa tante surtout, Danny décide de se battre pour récupérer la garde de Lucy. Quand Daisy l'apprend, elle soutient sa demande en espérant qu'il finira par avoir des sentiments à son égard et voudra former une véritable famille avec Lucy et elle. En même temps, Phyllis demande à Ricky de se rapprocher d'elle afin d'obtenir le plus d'informations compromettantes sur elle. Le juge finit ensuite par rétablir les droits parentaux de Danny. Mais après l'audition, Danny lui annonce franchement qu'elle se fait des illusions car son but est d'éloigner Lucy de son influence néfaste et d'en avoir la garde exclusive. Daisy se sent alors trahie et confie à Ricky qu'elle voulait seulement être une mère digne de son nom pour Lucy et lui offrir la famille qu'elle n'a pas eue. Celui-ci lui avoue alors que Phyllis l'a chargé de la surveiller mais qu'il est en réalité de son côté car il cherche à se venger de Phyllis. Daisy est désespérée, sachant pertinemment qu'une fois que Danny gagnera, elle le perdra ainsi que Lucy. Alors la veille de l'audition quant à sa garde, Ricky enlève Lucy pendant quelques minutes alors qu'elle est sous la surveillance de son père. Après que Danny a appelé la police, Ricky lui ramène Lucy, prétextant l'avoir trouvé sur le parking. Il se rend ensuite chez Daisy en lui affirmant qu'elle conservera la garde exclusive de Lucy, sans lui dire ce qu'il a fait exactement. Le lendemain, le 23 avril, le juge, et Daisy par la même occasion, apprennent ce qui s'est passé la veille. Grâce à ça, le juge refuse la requête de Danny et lui impose d'attendre 6 mois avant de déposer d'autres requêtes. Danny quitte alors la ville pendant plusieurs semaines. Phyllis vire Ricky, se doutant qu'il est derrière la disparition de Lucy la veille de l'audition. Ricky décide alors de la faire tomber définitivement, commençant à fouiner dans son passé à la recherche d'éventuels secrets.

### Phyllis contre Ricky et Daisy
- Fin avril, Phyllis découvre qu'elle est enceinte et l'annonce à Nick, Fou de joie, il la redemande en mariage avec la hâte d'agrandir leur famille. Elle accepte mais craint la réaction de Sharon. Nick lui annonce seulement qu'ils vont se remarier et bien que surprise, elle les félicite. De plus, ils décident de ne pas ébruiter la grossesse de Phyllis et n'en parlent qu'à très peu de personnes dont Avery, Michael et Lauren. Phyllis demande à Avery d'être sa demoiselle d'honneur, ce qui prouve qu'elles ont définitivement enterré la hache de guerre et Nick demande à Noah d'être son témoin. Ils planifient de se marier le 11 juin au Gloworn devant les gens qu'ils aiment seulement. Donc, Daisy et Sharon ne sont pas invitées. Phyllis nargue celle-ci en lui disant qu'elle est désormais méprisée par tous. Quelques jours plus tard, Danny revient et demande Daisy en mariage pour pouvoir être le plus possible avec Lucy. Phyllis le supplie de ne pas faire ça mais Danny finit quand même par l'épouser en secret le 9 mai. Le soir même, lors de leur nuit de noces, Danny fait boire Daisy et s'en va après qu'elle s'est évanouie. Phyllis débarque ensuite chez eux, réveille Daisy et Lucy pour retrouver Danny. Elles le trouvent au Jimmy's ivre en train d'embrasser langoureusement Eden. Elles le forcent à rentrer et arrivés chez Daisy, Phyllis la met en garde en lui disant que ce qui s'est passé le soir-même n'est rien comparé à ce qui l'attend dans un mariage où elle a entraîné Danny contre son gré. Elle lui fait comprendre qu'elle reproduit les mêmes erreurs qu'elle a faites avec le père de Danny et qu'il ne l'aimera jamais. Cependant, Daisy se contente de lui dire qu'elles sont très différentes puisqu'elle n'a jamais menti à Danny sur sa paternité.
- Voulant à tout prix nuire à Phyllis en découvrant l'un de ses secrets, Ricky tente de questionner Christine sur sa relation conflictuelle avec elle mais en vain. Alors, il se rend à un concert de Daniel Romalotti Sr, l'ex-mari rockeur de Phyllis, pour l'interviewer. Mais quand celui-ci constate qu'il lui pose un peu trop de questions sur Phyllis, il lui demande de s'en aller et le fait escorter par la sécurité vers la sortie. Après son départ, Daniel Sr appelle Phyllis pour lui dire ce qui s'est passé. Pour elle, il est vicieux et elle le dit à Paul. À ce moment-là, Daniel Sr revient en ville après que Danny l'a appelé pour lui demander conseil étant donné qu'il a vécu la même situation avec sa mère. Daniel Sr et Phyllis discutent mais la tension qui existe entre eux depuis toujours prend le pas sur la discussion quand il sous-entend que leur fils vit ce qu'il a lui-même vécu. Phyllis s'énerve et refuse d'entendre ce qu'il lui dit, agacée de voir qu'il met toujours Christine sur un piédestal contrairement à elle. Elle finit par avouer qu'elle se reconnait en Daisy et que c'est ça qui l'énerve. Ricky place ensuite une caméra sur l'ordinateur de Phyllis au bureau de Style & Effervescence. Il demande à Daisy de se rapprocher d'elle de manière à pouvoir lui prendre sa clé. Elle réussit à la lui prendre et la lui donne. Il fouille l'appartement de Phyllis et trouve la carte de Tim Reid, l'ancien psychiatre de Phyllis désormais gardien de sécurité. Il le retrouve à Kenosha et se rend chez lui en prétextant qu'il écrit une biographie non autorisée sur elle sauf que Tim refuse de lui parler d'elle après tout le mal qu'elle lui a fait. Ayant appris que c'est un ancien alcoolique, Ricky revient chez lui et réussit à le faire parler en lui faisant boire. Pendant qu'il s'absente quelques minutes, il fouille dans les dossiers de ses anciens patients et vole celui de Phyllis. Après son départ, Tim réalise ce qu'il a fait et espère qu'elle paiera pour tout ce qu'elle a fait grâce à lui.
- Ricky commence à lire les notes que Tim a écrites à partir du moment où il a commencé à suivre Phyllis & Danny pour déterminer si leur mariage était viable ou pas. À travers les notes du Dr.Reid, il découvre comment tout à commencer entre Phyllis, Danny et Christine. Puis Tim l'appelle en lui disant qu'il sait qu'il a le dossier de Phyllis et qu'il ferait mieux de s'intéresser à ce qu'a fait Phyllis au mois de décembre 1994 vers Noel. En lisant les notes que Tim a écrites à cette période, Ricky découvre que Phyllis se sentait coupable dans la mort de Sasha Green. C'est alors que Phyllis le confronte par rapport à son interview avec Danny. Ricky lui avoue qu'il écrit bien une biographie assassine sur elle et qu'il serait préférable qu'elle l'aide à la réaliser pour pouvoir ensuite confirmer ou démentir certaines choses. Mais elle refuse catégoriquement alors il lui fait comprendre qu'il glanera des informations auprès de son psychiatre. Phyllis comprend qu'il parle de Tim, elle va le voir pour savoir s'il a parlé à Ricky. Lorsqu'elle veut récupérer son dossier, il lui dit qu'il l'a brûlé. Elle n'y croit pas mais le menace s'il parle. Quelques jours plus tard, Tim est porté disparu après ne pas s'être présenté sur son lieu de travail. Phyllis finit par avouer à Avery qu'elle l'a payé pour qu'il disparaisse.
- Le jour du mariage, Nick et les invités attendent Phyllis avec impatience quand Sharon débarque. Nick lui ordonne de s'en aller mais elle refuse, étant la cavalière de Victor. Cependant, le temps passe et Phyllis n'arrive pas et ne répond pas au téléphone. Nick décide d'aller chez eux et la trouve par terre avec sa robe de mariée, répétant en larmes qu'elle a perdu le bébé et qu'elle en est désolée. Nick annule le mariage et appelle les secours. Lorsqu'ils reviennent chez eux, Phyllis est abattue. C'est en voyant le cadeau que Daisy lui a apporté avant d'aller au Gloworn qu'elle se rend compte que c'est à cause de leur dispute qu'elle a ressenti une douleur au ventre et qu'elle a perdu le bébé après le départ de Daisy. Malgré tout Nick tient à se marier alors ils organisent une cérémonie improvisée chez eux le lendemain et Katherine les marie devant leurs enfants seulement (épisode diffusé en France en août 2015 sur TF1).
- Peu après, le concierge de l'immeuble de Phyllis lui rapporte un bracelet en pensant que c'est le sien mais Danny le reconnaît et affirme qu'il appartient à Daisy. Ils regardent la caméra de vidéosurveillance pour en être sûr et découvrent que Daisy a entendu Phyllis crier pendant qu'elle perdait son bébé et qu'au lieu de la secourir, elle est partie. Danny montre la vidéo à Michael, devenu depuis peu le nouveau procureur général, pour qu'il puisse l'arrêter pour non-assistance à personne en danger mais il ne peut rien faire étant donné qu'il n'y a aucun son sur la vidéo. Nick est furieux à l'idée qu'elle puisse s'en sortir encore. Mais Lauren prouve que Daisy a bien entendu Phyllis en se plaçant sur le palier de Phyllis et en l'écoutant crier. Daisy nie tout et refuse que Danny l'abandonne.
- Grâce à une facture de location de voiture que Ricky trouve dans le dossier de Phyllis et à une conversation entre Michael et Heather (de retour) qu'elle entend, elle comprend que c'est Phyllis qui a tenté d'écraser Paul & Christine ce fameux Noel 1994. Elle la confronte devant Danny et utilise ce qu'elle sait pour les faire chanter : soit ils la traitent véritablement comme la femme de Danny ou bien elle la dénonce. Après le départ de Daisy, Phyllis explique à Danny qu'elle n'a jamais voulu tuer Christine mais seulement lui faire peur après l'avoir vu embrasser Danny Sr. le soir de son mariage avec Paul. Seulement, dans la précipitation, elle n'a pas appuyé sur le frein mais sur l'accélérateur et a tenté de les éviter en vain. Danny la croit mais espère que Daisy ne révèlera pas son secret. Daisy essaye de se faire accepter mais elle se rend vite compte que cela n'arrivera jamais puisque seul Kevin lui donne une chance. Alors le 25 juin, jour du gala de bienfaisance de Genoa, elle demande à Ricky de l'aider à quitter la ville rapidement avec Lucy sous peine de dire à qui veut l'entendre qu'il espionne l'appartement d'Heather et il accepte. En même temps, Avery se met alors à chercher la loi spécifique que Daisy a enfreinte en n'aidant pas Phyllis pendant qu'elle perdait son bébé. Elle parvient à la retrouver et Heather, de retour, lance même un mandat d'arrêt contre Daisy. Cependant, après avoir téléphoné Michael en lui demandant de la rejoindre en urgence dans l'allée à côté de l'entrepôt où a lieu le gala, celle-ci disparaît mystérieusement et la police ne retrouve que son écharpe avec du sang de Danny dessus. Bien qu'il ne croie pas qu'il soit impliqué dans sa disparition, Michael est obligé de l'emmener au poste quand il apprend que le "mari" de Daisy a utilisé sa carte bleue à plusieurs reprises au téléphone puis de l'arrêter pour suspicion de meurtre quand il découvre sur l'ordinateur de Daisy un mail adressé à Kevin dans lequel elle dit qu'elle craint Danny et qu'elle lui confie Lucy au cas où quelque chose lui arriverait. Ronan revient au même moment à Genoa après que Victor lui ait demandé d'enquêter sur l'enlèvement d'Abby. Phyllis lui demande en même temps d'innocenter Danny et grâce à un manque de preuve, il finit par être libéré. Quelques jours plus tard, le 29 juin 2012, Eden découvre dans la chambre de Ricky le portable et le portefeuille de Daisy. Il la surprend et la jette contre la baignoire quand elle essaie de s'échapper. Inconsciente, il tente de la poignarder dans sa salle de bain mais Paul arrive. Il lui avoue s'être débarrassé de Daisy parce qu'elle avait découvert sur son ordinateur une vidéo sur laquelle il tue son ex-petite-amie Rachel. Paul est contraint de lui tirer ans le bras quand Ricky s'apprête à poignarder Eden sous ses yeux. Ricky recule à cause de la douleur et meurt en basculant par la fenêtre.

### Les fiançailles de Phyllis et Nick
Le couple se remet ensemble et se fiance le 30 avril 2012 (épisodes diffusés en France en 2015 sur TF1).

### Remariage avec Nick
Phyllis et Nick se remarient le 12 juin 2012 (épisodes diffusés en France en 2015 sur TF1) juste après avoir subi une fausse couche à la suite d'une altercation avec Daisy venu lui rapporter un cadeau de mariage. Daisy laissa volontairement Phyllis agoniser dans son appartement.

### Phyllis et Nick, c'est fini
Nick est à présent amoureux d'Avery, la sœur de Phyllis.
De plus, Cricket réapparaît et Phyllis est accusée d'avoir tenté de l'assassiner ainsi que Paul Williams, il y a 18 ans. Mais le procès aboutit à un non-lieu. 
On apprend aussi que Summer n'est pas la fille de Nick mais celle de Jack Abbott. On apprend grâce à une apparition de Cassie que c'est Sharon qui a modifié les résultats du test de paternité, les raisons et la manière dont elle a procédé à cette modification.

### Phyllis Newman dans le coma
Sharon a découvert qu'il y a 18 ans, le test de paternité effectué par Nick pour savoir s'il était ou pas le père de Summer n'avait pas été concluant. Un jour, à l'hôpital, alors qu'elle sortait de sa séance avec son psy, elle entend un médecin dire que le test ADN Newman est prêt. Elle entre dans la pièce où il y a les résultats, les lit et change le résultat. Sur le test est écrit que c'est Jack Abbott qui est le père biologique de Summer. Seulement, c'est faux. C'est bien Nick Newman le père. Nick annonce la nouvelle à Phyllis et plus tard, Summer et Jack l'apprennent. Summer est anéantie. Les autres membres des trois familles l'apprennent.
Quelque temps plus tard, Summer passe voir Faith. Nick les rejoint lorsque la petite monte dans sa chambre. Summer, Sharon et Nick parlent du test de paternité. Nick et Summer ne veulent pas dire à Faith ce qu'ils ont appris sur la "paternité" de Summer. Mais à leur grande surprise, Sharon insiste. Summer décide donc de rapporter cette conversation à sa mère. Le soir-même, Nikki organise un gala. Phyllis décide d’aller voir Sharon avant de rejoindre Jack à la soirée. Elle trouve Sharon devant la tombe de Cassie. Sa rivale dit à sa défunte fille que personne ne doit savoir que Nick est bien le père de Summer. Phyllis la confrond et elles se disputent. Phyllis décide d’aller dire la vérité à Nick et à Jack. Sharon la suit mais les ascenseurs sont bondés. Phyllis décide de prendre les escaliers, suivie de Sharon. Cette dernière ne veut pas que Phyllis dise la vérité car ça anéantirait toutes ses chances de se remettre avec Nick alors Phyllis appelle Jack. Il a du mal à l’entendre parce que dans la salle, les convives applaudissent aux discours successifs de Nikki et de Victor. Sharon tente de prendre le portable à Phyllis. Celle-ci trébuche et tombe ! Elle atterrit la tête la première. Sharon va la voir et prend son pouls. Phyllis est vivante mais sans connaissance. Sharon est sur le point de passer un coup de fil lorsqu’elle voit Nick et Avery s’embrasser à l’entrée des escaliers. Elle s’enfuit discrètement. Avery et Nick finissent par voir Phyllis et appellent alors les urgences. Le Docteur Costner qui fait partie des invités prend Phyllis en charge. Le diagnostic n’est pas bon ! Phyllis doit être opérée d’urgence. Après cette opération, Phyllis se réveille mais a perdu l’usage de la parole. Elle ne peut donc pas dire la vérité à Jack qui est à ce moment-là à son chevet. Sharon passe voir Phyllis. Celle-ci l’aperçoit et sa tension monte. Elle tombe dans le coma. Le Docteur Costner annonce à Nick, Avery, Summer, Jack et Sharon que Phyllis pourrait ne jamais sortir du coma.
Daniel revient à Genoa City et décide d’envoyer sa mère dans un établissement spécialisé loin de là. Avery et Jack s’y opposent catégoriquement mais légalement, ils n’ont aucun pouvoir : Daniel étant le fils de Phyllis. Avery tente de trouver une jurisprudence et Summer demande à Nick de convaincre Avery de laisser tomber. À contrecœur, Jack accepte le transfert de Phyllis. Mais avant qu'elle ne parte, Jack lui met une bague de fiançailles, en promettant qu'il l'attendra.

### Retour de Phyllis
- En 2014, Phyllis est toujours dans le coma, dans un hôpital spécialisé en Géorgie. Durant l'été 2014, Phyllis commence à montrer quelques signes de vie, sans que qui que ce soit y prête attention. Au même moment, Victor apprend que Sharon détient un secret qui concernerait sa famille et que Phyllis aurait les réponses. Il fait appel a Hans Cutler, un docteur renommé qui possède une technique pour faire sortir rapidement ses patients du coma. Phyllis se réveille le 29 août (épisode diffusée le 7 juillet 2017 sur TF1, sous les traits de Gina Tognoni). Victor s'aperçoit que le traitement à marché, mais n'obtient pas les réponses attendues, en effet, Phyllis reste immobile et n'arrive pas à parler. Quelques jours plus tard, Phyllis s'enfuit de l'hôpital et se rend à Genoa City, accompagné d'un homme venu la chercher. Phyllis fait la route avec lui mais descend très vite du véhicule, a cause des agissements déplacées du conducteur. En débarquant à Genoa, Phyllis se rend tout d'abord chez les Abbott et remarque Kelly Andrews, la nouvelle petite-amie de Jack, sans savoir ce qu'elle représente pour son fiancé. Elle remarque une invitation au mariage de Nick et Sharon. Phyllis décide alors d'écrire une lettre à Nick mais ne parvient pas à écrire la suite.
- Le 3 octobre, jour du mariage de Sharon et Nick, Phyllis décide d'agir. Elle sort une robe de mariée et est prête à se diriger à l'église. Un agent l'interpelle cependant au sujet de l'agression du conducteur. Phyllis explique les raisons qui l'ont poussée à agir de cette manière. L'agent croit Phyllis et la laisse partir. Lors de la cérémonie, au moment de prononcer les voeux, Phyllis fait irruption. Les autres sont sous le choc et heureux de sa guérison, particulièrement Summer et Jack. Elle se met à avancer en direction de Sharon et Nick mais s'évanouit sur le coup. Le mariage est annulé. Phyllis est transportée à l'hôpital. À son réveil, Phyllis apprend un tas de choses sur ce qu'il s'est passé en une année (tels que la mort de Cordélia, la disparition d'Adam ou la paternité de Dylan), mais elle ignore cependant certaines choses. En effet, Summer présente Austin, son mari, comme son ami et enlève son alliance. Phyllis se rend compte que c'est plus que de l'amitié et Summer lui avoue s'être mariée avec Austin. Phyllis est contre ce mariage, à cause du jeune âge de Summer (19 ans en 2014). Son opposition à ce mariage se décuple lorsqu'elle apprend ce qu'à commis Austin quelques mois plus tôt avec l'enlèvement d'Avery et la blessure de Paul. Finalement, Austin a réussi à avoir le pardon de Phyllis, mais en échange, il doit révéler la vie de Jack sur ce qu'il s'est passé dans sa vie durant 1 année. Austin refuse, prétextant qu'il ne respecterait pas la vie privée de Jack s'il fait ça.
- Phyllis apprend que son intervention à l'église n'a rien changé pour Nick et Sharon et qu'ils ont décidé de reporter leur mariage. Elle part interpeller Sharon un soir et l'emmène à l'endroit ou elle est brusquement tombée. Sharon commence à se souvenir de l'évènement, et par-dessus tout, des raisons de cette dispute. Victor, Jack et Nick les surprennent et confrontent Sharon qui finit par leur avouer que Nicholas est bel est bien le père biologique de Summer, et sur l'accident de Phyllis (épisodes diffusées en septembre 2017 sur TF1). Furieux, Nicholas rompt définitivement avec Sharon et demande la garde exclusive de Faith. Nick, mais aussi Summer, sont également furieux après Phyllis pour son désir de vengeance mais la pardonnent.
- Plus tard, Phyllis rencontre Kelly et apprend par Jack que c'est une amie de William, et qu'elle a provoqué la rupture de Victoria et William. Kelly admet ses torts et avoue avoir des regrets. Un jour, Phyllis surprend une photo de Kelly dans le bureau de Jack. William lui apprend que lui et Kelly se sont rencontrés peu après le décès de Cordélia dans un groupe de soutien. Kelly avait perdu son fils Sam, à l'âge de 7 ans. Phyllis suppose que Jack a rencontré quelqu'un pendant son absence. Jack confirme sans dire qui c'est, jugeant l'information pas importante. Phyllis décide d'organiser son mariage avec Jack et souhaite que Kelly se charge de la décoration. Mais elle apprend peu après que la femme que Jack fréquentait n'était autre que Kelly. Elle la confronte et lui balance ce qu'elle pense d'elle. Kelly finit par la gifler et Jack les surprend au point d'en venir aux mains. Phyllis blâme Jack pour lui avoir caché la vérité tandis que Kelly souligne qu'il fait une grosse erreur en se remettant avec Phyllis. Le soir du Nouvel An, Jack se rend à l'Athletic Club, Phyllis le suit mais sa voiture est a cours d'essence en cours de route et elle se rend à pied au Club. En arrivant sur place, elle accuse Kelly d'en être responsable, ce qui provoque une dispute entre les deux femmes. Phyllis lui déclare alors la guerre et embrasse Jack lors des douze coups de minuit, sous les yeux de Kelly. Par ailleurs, elle apprend que Michael à un cancer de la prostate et qu'il est en voie de guérison. Cela doit rester secret et seuls Lauren, Kevin et Fen sont au courant.
- Phyllis jubile à l'idée d'avoir "gagné" contre Kelly, alors elle envoie un SMS à Kelly depuis le téléphone de Jack pour lui demander de venir à son bureau. À son arrivée, Phyllis la provoque et Jack arrive juste au moment où Kelly était en train d’agripper Phyllis. Kelly entend ensuite Phyllis et Jack planifier un rendez-vous romantique, elle se faufile alors dans la chambre pendant que Jack a les yeux bandés. Phyllis arrive et Kelly lui affirme que Jack lui avait envoyé un SMS lui demandant de venir les rejoindre. Jack indique alors à Kelly qu'il veut épouser Phyllis, et de les laisser seul. Souhaitant faire une trêve, Kelly invite Phyllis à boire le thé avec elle pour tenter de faire la paix. Durant l'entrevue, Kelly se sent de plus en plus faible et est par la suite emmené à l'hôpital. Le médecin annonça que Kelly a été empoisonnée. Kelly accuse alors Phyllis d'avoir tenté de l'empoisonner. Kelly rend visite à Jack et Phyllis pour accuser cette dernière d'avoir voulu empoisonner son thé, ce que Phyllis nie. Même si Jack hésita un peu, il reste du côté de Phyllis. Néanmoins, il alla voir Victor pour lui demander si le traitement de Phyllis aurait pu influer son processus psychologique. Ne lui donnant pas de réponse claire, Jack fait venir un médecin ce qui énerve grandement Phyllis. Le lendemain, Phyllis admet au thérapeute qu'elle ne sait pas si elle a empoisonné Kelly mais qu'elle la déteste tout comme elle déteste Sharon ou Christine. Elle ne se souvient pas l'avoir fait mais pense en être capable. Phyllis finit par s'excuser auprès de Kelly, ce qui l'a surpris puis elle annonce son départ de Genoa City. Jack finit par la convaincre de ne pas quitter la ville et de retourner vivre chez lui. À leur retour à la maison des Abbott, la police est là pour arrêter Phyllis. Avery et Jack décident qu'il serait préférable de placer Phyllis dans un établissement psychiatrique, Fairview, plutôt qu'en prison. Lors de la fête de la Saint Valentin, Jack rencontre Kelly et finit par faire l'amour avec elle. Plus tard, l'Underground s'effondre et Phyllis est bloquée en compagnie de Nikki, Victor et Jack, ce dernier assommé par une pierre de l'établissement. Lorsque Phyllis et Nikki finissent par se libérer, elles croisent Kelly qui s'empresse d'aller dire à Phyllis qu'elle a couché avec Jack. Phyllis part confronter Jack sur ce sujet, ce dernier lui avoue avoir couché avec Kelly juste pour se rapprocher d'elle et trouver des preuves de l'innocence de Phyllis dans le supposé empoisonnement de Kelly. Celle-ci entend la réponse de Jack et fut blessé d'entendre cela tandis que Phyllis pardonne Jack.

### Son mariage avec "Jack"
- À la suite de l'effondrement de l'Underground, Phyllis pardonne Jack. Au même moment, Summer perd Austin, mort assassiné dans la même soirée au Chalet Abbott. Phyllis apporte son soutien et organise les funérailles d'Austin. Quelques semaines plus tard, Genoa apprend que Kelly s'est suicidée d'une overdose de médicaments. En avril 2015, Jack et Phyllis s'envolent pour l'île de Saint-Barth pour se marier. Mais juste avant la cérémonie, Jack disparaît et est remplacé par son sosie sans que Phyllis s'en rende compte. Elle se marie avec Marco Annicelli, le sosie de Jack engagé par Victor Newman le 14 avril 2015 (épisode diffusé sur TF1 le 19 février 2018). Pendant ce temps, Jack se retrouve ligoté dans une vieille cabane. Il découvre sur place que Kelly est toujours vivante.
- En rentrant à Genoa, Phyllis constate que le comportement de "Jack" a changé depuis le mariage, et trouve ses agissements troubles notamment lorsqu'il signe la fusion entre Newman Entreprises et Jabot Cosmétiques qu'ils décident d'appeler "Newman-Jabot", mais aussi à cause des nombreux cauchemars en espagnol de Jack à la suite d'un accident de voiture que Jack/Marco a eu. Plus les jours passent, plus Phyllis commence à douter de l'identité de "Jack". Un jour, elle le surprend dans le laboratoire de Jabot avec une arme a feu et lui demande des explications. Marco invente une excuse. Phyllis le laisse mais fait part du changement de comportement de "Jack" à William et Ashley, mais également de son envie de faire l'amour à répétitions, et ce, malgré certains refus de Phyllis.

### Le retour du vrai Jack à Genoa
- En juin 2015, Jack réussit à s'échapper et revient à Genoa. Victor l'apprend, Marco aussi. Marisa, l'ex de Marco et complice de Jack, apprend à celui-ci qu'une rencontre entre Adam, Marco et Victor est prévue au Parc Chancellor. Jack va vérifier ce qui se passe au parc, mais Victor, pensant que Jack était Marco, le confronte et finit par lui tirer dessus. Jack est transporté à l'hôpital, entre la vie et la mort, et dans le coma. À son réveil, Jack, qui a perdu la parole, annonce du doigt que c'est Victor qui lui a tiré dessus, et Adam confirme ses dires. Victor est arrêté et incarcéré. Mais il est libéré rapidement sous caution. À l'hôpital, Phyllis communique avec Jack par écrit ou avec la main. Dans le bloc-notes, il écrit le numéro "deux". Ils découvrent aussi que Gabriel n'est pas le fils de Jack comme ce que son sosie avait annoncé quelques semaines plus tôt. Victor déclare à Michael Baldwin qu'il a tiré sur Jack en cas de légitime défense. Jack déclare aussi la même chose lorsque Victor lui fait du chantage à propos du meurtre de l'équipage que Jack a causé lorsqu'il était en cavale.
- Après être sorti de l'hôpital, Jack retrouve la parole. Il découvre les photos de Phyllis et Marco lors de la cérémonie de mariage de William et Chelsea et brise la photo, furieux. Il propose à Phyllis de refaire une lune de miel à Istanbul. Mais durant leur voyage, Phyllis remarque que Jack est émotionnellement mal en point. Jack finit par lui raconter tout la vérité à propos de son histoire après le mariage : son enlèvement, Marco Annicelli et l'implication de Victor. Phyllis commence à comprendre ce à quoi était dû les derniers comportements étranges de Jack / Marco. Elle cherche alors à se venger mais Jack lui conseille de faire profil bas, lui racontant ce qu'il a risqué pour pouvoir rentrer à Genoa et que Victor lui fait du chantage avec ce secret. Marco revient à Genoa en août 2015, lors d'une tempête. Phyllis le croise et finit par l'assommer. Finalement, Marco réussit à s'échapper mais il est retrouvé par Marisa, qui le séduit et finit par l'attacher au lit. Jack finit par rencontrer Marco et le confronte. Avec Phyllis et Victor, ils finissent par le libérer et décident d'en parler à personne. Victor le renvoie dans la prison péruvienne.
- À la suite de cette histoire, Jack et Phyllis partent vivre temporairement en escapade romantique dans le Chalet des Abbott. Là-bas, Phyllis rencontre Fred, qui s'avère être en réalité Ian Ward, sans qu'elle sache qu'il est en réalité, elle se lie d'amitié avec lui et lui confie tous ses problèmes. Phyllis parle de "Fred" à Jack. Alors qu'elle l'invite à dîner un soir, elle l'appelle au téléphone, aux côtés de Jack, qui pense reconnaître cette voix sans retrouver à qui lui fait penser la voix familière de Fred. Un jour, Phyllis donne rendez-vous à Fred au Parc Chancellor car elle devient de plus en plus méfiante envers lui. Mais Summer surprend Phyllis avec "Fred" et lui demande pour quelles raisons elle parle a cet homme. Phyllis lui dit que c'est Fred, son nouvel ami, mais Summer lui affirme que cet homme est Ian Ward, censé être en prison. Summer lui raconte tout ce que Ian a fait lors de son passage à Genoa, y compris ce qu'il lui a fait subir. Phyllis part le confronter ensuite, cependant Ian prétend ne pas se souvenir de Phyllis, cette dernière lui balance alors ses quatre vérités.

### Vengance contre Victor, projet Passkey et relation avec William
- Début octobre 2015 (diffusé en août 2018 sur TF1), Genoa apprend que Gabriel Bingham est en réalité Adam Newman. William en veut énormément à Jack car il apprend qu'il était au courant de la vérité. Il s'allie à Phyllis afin de se venger d'Adam, mais aussi de Victor. Ils réactivent le virus Paragon (voir Victor Newman ou Adam Newman) juste après l'incendie de la tour Newman le jour d'Halloween. Lorsque Victor l'apprend, il envisage de poursuivre Phyllis et William mais pour empêcher que cela aille au tribunal, Jack donne a contrecoeur 15 millions de dollars à Victor. Afin de récupérer leurs pertes financières, William propose un programme lucratif à Jack, qui refuse au vu de sa "dépendance" pour les jeux et sa déchéance envers l'alcool. Lors du mariage d'Abby et Stitch le jour de la Saint-Sylvestre, des parieurs retrouvent William et le tabassent au parking de Newman. Marisa le retrouve, mal en point, et le conduit à l'hôpital. William est dans le coma, entre la vie et la mort. Le 13 janvier 2016 (diffusé le 15 novembre 2018 en France), voyant aucun espoir de réanimation, les Abbott disent adieu à William, mais il finit par se réveiller à la suite d'un rêve ou il voit défiler sa vie.
- Après que William a survécu, Jack espére qu'il s'assagisse avec cette "leçon" de vie. Mais il découvre rapidement que son petit frère travaille toujours avec Phyllis pour faire tomber Victor. William et Phyllis engagent Natalie, une hackeuse professionnelle qui crée PassKey, un programme initialement conçu par elle même et Kevin Fisher. Lorsque William en entend parler, il décide de participer au lancement de ce programme. Mais Mariah encourage Kevin de se faire de l'argent, dans le dos de William. Kevin accepte et ils reçoivent une offre de Victor, qu'ils acceptent. Mais Nathalie est mise au courant et en parle à Phyllis. Elle demande l'éviction de Kevin et Mariah du programme. Victor, méfiant envers Natalie, demande à Summer de la surveiller, ce qu'elle accepte. Natalie donne un programme défectueux à Victor et donne le vrai programme à Phyllis et William. Lorsque Victor l'apprend, il la licencie.
- Peu à peu, les crimes de Victor à propos de Jack et Marco se dévoilent au grand jour, il est finalement arrêté et mis en garde à vue. Mais il est libéré sous caution. Cependant, il menace Phyllis et Jack, ce dernier finit par dénoncer une nouvelle fois Victor qui finit par être incarcéré jusqu'à son procès. Jack a été choqué lorsqu'il apprend que Phyllis, toujours désireuse à se venger de Victor, engage Michael pour saboter la défense de Victor. Luca finit par le faire savoir à Victor, mais cela ne change rien puisqu'il est condamné à 15 ans de prison ferme. Juste après l'incarcération de Victor, Phyllis et William annoncent le lancement de PassKey, et Victoria, qui a repris les rênes de Newman Entreprises après l'incarcération de son père, accuse William de lui avoir volé le programme et envisage une poursuite judiciaire. Elle conclut un accord avec Jack a propos de PassKey, mais pour se venger, Victoria oblige Jack à licencier William de Jabot, ce qu'il accepte. Jack est contrarié à l'idée que Phyllis défende constamment William pour ses fautes, malgré tout ce qu'il a pu faire par le passé.
- D'un autre côté, l'association de William et Phyllis les rapprochent davantage. Le soir de la collecte de fonds pour la fondation Abbott-Winters, fondée par Neil et Jack, Phyllis et William se retrouvent au Manoir Chancellor, bloqués par une tempête de pluie. Phyllis trébuche sur William alors qu'ils sont assis près de la cheminée, et ce dernier finit par l'embrasser. Phyllis réalise ensuite son erreur et s'éloigne de lui après la tempête. Elle explique à Jack qu'elle était en compagnie de William, mais elle ne lui parle pas du baiser. Au fil du temps, Phyllis passe plus de temps avec William, ce qui met la puce à l'oreille de Jack, sans se douter de ce qu'il se passe entre sa femme et son frère. William finit par avouer ses sentiments à Phyllis en l'embrassant au Parc Chancellor mais cette dernière rejette ses avances pour ne pas blesser Jack. Malgré cela, Phyllis finit par coucher avec William, et ce à plusieurs reprises. Par la suite, William envisage son avenir à Phyllis et souhaite dire à Jack ce qu'il ressent pour sa femme, et ce qu'elle ressent pour lui. Il tente de persuader Phyllis de quitter Jack pour lui, justifiant leur attirance plus forte et plus réelle, mais elle refuse car elle a peur de blesser Jack.
- Fin juin 2016, Ian Ward s'évade de prison grâce à Chelsea et Adam et revient à Genoa se venger de Nikki, Victor et Phyllis. Lors de l'audience d'Adam concernant la mort de Constance Bingham, Ian témoigne contre Adam. À la fin de l'audience, Ian souhaite s'enfuir mais a la présence du gardien, il se rétracte et assomme le gardien sous les yeux de Nikki. Lorsque Victor sort de la salle d'audience, ce dernier surprend Ian agrippant Nikki et il se fait tirer dessus par celui-ci le 1er juillet (épisode diffusé le 8 mai 2019 sur TF1). Ian se dirige au chalet avec Nikki, il surprend Phyllis et les séquestre. Sur place, Phyllis apprend ce qu'il est arrivé à Victor. À deux, elles tentent de se libérer mais Ian les surprend. Il demande ensuite à Victor, toujours à l'hôpital, de lui fournir 5 millions de dollars sinon il tuerait Nikki et Phyllis. Jack apprend plus tard par Summer et Nick que Phyllis et Nikki sont retenus en otage. Jack se rend compte qu'il a oublié son téléphone au chalet et qu'il ne peut pas entrer en contact avec elle. Finalement, c'est Victor, sorti de l'hôpital, qui vient sur place, sans la rançon demandée. Ian hésite à libérer ses otages mais accepte ensuite de libérer uniquement Phyllis. Elle refuse de partir sans Nikki. Nikki est finalement libérée elle aussi et les deux femmes partent.
- Quelques semaines plus tard, Jill surprend secrètement Phyllis et William au Manoir Chancellor après avoir fait l'amour, se dévoilant mutuellement leurs sentiments. Elle s'éclipse. Plus tard dans la soirée, Jill part confronter Phyllis dans sa chambre au Club et lui demande de s'éloigner de son fils ou elle révèlera à Jack sa relation avec son petit frère. Voyant leur mariage couler petit à petit, Jack et Phyllis décident d'aller voir un conseiller conjugal ou ils dévoilent leur histoire depuis le retour de Jack (Marco, Victor...). Plus tard, Phyllis, seule cette fois-ci, dévoile au conseiller sa liaison avec William et hésite entre dire la vérité à Jack au risque de le perdre ou rester dans le silence et dans la culpabilité pendant longtemps. Jack suppose que sa ressemblance avec Marco la perturbe et s'excuse auprès de Phyllis, qui dit qu'elle ne mérite pas Jack après lui avoir avoué qu'elle lui ment. Curieux, Jack tente de savoir ce qu'elle cache. Ashley commence à remarquer un rapprochement entre William et Phyllis, et chercher à comprendre ce qu'il se passe. Elle fait comprendre à Jack qu'elle pense que William et Phyllis sont plus qu'amis mais Jack pense le contraire. En allant voir William, celui-ci finit par avouer à Ashley être amoureux de Phyllis mais que Phyllis a mis un terme à leur relation pour éviter de blesser Jack. Ce dernier, qui était en compagnie de Colin pour lui fournir de l'argent, apprend de la bouche d'Ashley que son frère est amoureux de Phyllis.

### Tourner la page
- En septembre 2016, Jack apprend avec effroi la liaison entre Phyllis et William. Phyllis lui explique que la vengeance qu'elle avait en commun avec William contre Victor les a rapprochés mais Phyllis ajoute qu'elle a préféré mettre fin à cette relation, réalisant que cela pourrait détruire Jack. Mais ce dernier ne souhaite rien n'entendre, la renvoie de Jabot, la chasse du domicile familial et demande le divorce. Phyllis refuse de divorcer mais catégorique là-dessus, Jack ne veut pas revenir sur sa décision, souhaitant tourner rapidement la page. Cependant, il accepte à contrecœur de la réengager mais instaure une clause de confidentialité qui stipule que seul un membre de la famille Abbott peut prétendre au statut de PDG. Il décide de faire de sa vie un enfer, changeant la place de son bureau pour la mettre dans un placard. William, qui a avoué à Jack être tombé amoureux de Phyllis, entre en guerre avec celui-ci. Un jour, alors que Phyllis tente une énième fois de le supplier de ne pas annuler leur mariage, Jack la pousse brusquement sans faire exprès dans les escaliers. William intervient à ce moment-là, ce qui énerve Jack.
- Quelques mois plus tard, la relation de Phyllis et Jack s'est améliorée. Début 2017, lorsque Fenmore's (l'entreprise de Lauren) connaît une crise économique due à la baisse de ses ventes, Jack propose à Lauren d'associer Fenmore et Jabot ensemble, afin de remonter les ventes de Lauren. Mais Phyllis, qui travaille désormais avec Lauren, pense que Jack à une idée derrière la tête, qui laisse Lauren perplexe. Lauren se dirige vers d'autres investisseurs, sans succès final à cause de Jack. Lauren revient finalement vers Jack, en obtenant un accord uniquement à ses conditions en faisant dire à Eric Forrester qu'il allait investir dans Fenmore. Jack accepte à contrecoeur les conditions de Lauren et obtient 49% des parts de Fenmore, tandis que Lauren à 51% des parts.

### Une nouvelle vie avec William
- Au cours du printemps 2017, Phyllis est toujours célibataire et travaille pour Fenmore's dans les locaux de Jabot. William quant à lui, se rapproche a nouveau de Victoria.  Mais un détail empêche ce rapprochement : Victor. En effet, Victoria, Nikki et Nicholas cachent un lourd secret découvert depuis peu à propos du meurtre d'Adam (voir Nicholas Newman ou Victor Newman). Afin de protéger son père, Victoria "refuse" d'en parler à William. Mais après un jour ou Victoria "repousse" William, ce dernier va rejoindre Phyllis et couche avec elle. Ils se remettent ensemble sans le faire savoir aux autres mais Cane le découvre vite. Celui-ci, jaloux de la relation privilégiée de William envers Victoria au travail, monte un plan pour faire découvrir à Victoria la liaison secrète de William et Phyllis. Son plan marche puisque Victoria les surprend dans l'ascenseur en train de s'embrasser.
- En mai 2017, Victoria, William, Cane et toute l'équipe de Pêche d'Enfer partent à Los Angeles en Californie pour divers interviews, il le dit à Phyllis, qui le prend mal au début mais finit par le rejoindre secrètement. Pêche d'Enfer, qui a décroché un contrat avec une ligue de hockey, doit tourner une pub. Lors d'un tournage illimité aux coulisses, William est filmé à son insu par Jessie, le caméraman que Cane a payé afin de faire tomber William, ce dernier était en train de parier avec deux grands joueurs de hockey. Cane décide d'enlever toutes les séquences, excepté le moment ou William parie avec les joueurs. Lors d'une interview en direct qu'Hilary accorde à Lily, Hilary diffuse en direct la séquence ou William lance des paris, ce qui coûte cher à Pêche d'Enfer et à la ligue de hockey, très en colère de cette vidéo. Cane accuse William d'avoir franchi la limite. William, alors dévasté, cherche à se rendre à Toronto afin d'arranger sa bêtise mais Victoria s'y rend finalement, sous la suggestion de Cane. Elle découvre également que Phyllis s'est incrustée au voyage de Pêche d'Enfer.
- Cependant, Phyllis, qui est en couple avec William, devient jalouse de Victoria lorsqu'elle remarque que cette dernière à toujours des sentiments envers William, qu'elle tente de revenir avec lui et que les soirées du couple sont interrompues sans cesse par Victoria. Phyllis, consciente du plan de Jack pour évincer Pêche d'Enfer, lui propose son aide afin de mettre fin définitivement à Pêche d'Enfer. Jack accepte son aide. Séparément, Jack et Phyllis sollicitent l'aide de Benjamin Hochman. Phyllis souhaite qu'il drague Victoria afin qu'elle oublie William et Jack veut qu'il parvienne à un accord d'investissement entre lui et Victoria (en réalité, c'est Jack qui allait toucher l'argent de Pêche d'Enfer). Au même moment, William et Victoria, assez méfiants envers Jack, envisagent de chercher des informations concernant les données confidentielles de Jabot. William croise par hasard Dina dans les locaux de Jabot. Cette dernière lui apprend que Jack l'a engagé chez Jabot. En raccompagnant Dina dans sa chambre à l'Athletic Club, William prend en note son identifiant. Il va ensuite, avec l'ordinateur de Phyllis, accéder aux données secrètes de Jabot. Avec Victoria, ils apprennent que Jabot a fait l'acquisition d'un rachat de gamme de produits (Parker Beauté). Ils décident de faire fuiter l'information sur le marché. Après leur petite "victoire", Victoria embrasse William sur le coup de l'émotion. William souhaite oublier leur baiser, mais Victoria, toujours amoureuse de William, tente de le faire douter de ses sentiments. Peu après une dispute de Victoria et Phyllis dans l'ascenseur, les deux femmes font une trêve avec William, bien que Victoria continue d'envoyer des piques en parlant de Johnny.
- Jack finit par découvrir que William est responsable du piratage du système informatique et lui tend un piège. Jack publie dans les données de Jabot de fausses informations qui déclarent que Jabot veut réduire les budgets de leur gamme homme pour les placer dans leur nouvelle gamme Jabot Junior. William tombe dans le panneau en se connectant une nouvelle fois dans l'ordinateur de Phyllis. Il propose à Victoria de pouvoir développer la gamme homme que Pêche d'Enfer à l'intention de sortir. Victoria réticente au début à l'idée de ce que pourrait causer la nouvelle que Jack a publiée, accepte de marcher avec William et tombe dans le piège de Jack avec lui. Finalement, Jack ressort vainqueur et Pêche d'Enfer voit une régression de leurs profits. Victoria tente de résoudre le problème, sans succès. Etant censé rembourser Neil et Devon, Victoria demande un peu plus de délai pour pouvoir les rembourser, ce que Neil accepte mais que Devon refuse, souhaitant aboutir plus rapidement au remboursement de Victoria. Lors de la présentation des masques du visage de Pêche d'Enfer dans l'heure d'Hilary, Victoria s'effondre en direct sur le plateau et part à l'hôpital. Après sa sortie de l'hôpital, Victor propose à Victoria de s'associer avec lui dans le but de renflouer son entreprise. William au départ d'accord avec Victor, devient très vite méfiant et encourage Victoria à décliner son offre. Victoria refuse l'offre de Victor, souhaitant prouver qu'elle n'a besoin de l'aide de personne. Mais cette dernière se rend vite compte que Pêche d'Enfer coule réellement à sa perte. Le soir d'Halloween (diffusé en septembre 2020 en France sur TF1), Phyllis partie en voyage d'affaires, revient à Genoa et apprend que William est enfermé dans les décombres de l'Underground, qui prend feu. William est finalement sauvé par Jack de l'incendie de l'Underground après sauvé Reed, Charlie et Mathilda des décombres (voir Nicholas Newman, Billy Abbott, Jack Abbott ou Cane Ashby), Victoria vire William après avoir appris qu'il est responsable de l'empoisonnement des masques qui l'a conduite à l'hôpital et Phyllis, qui a appris pour les bêtises de William, le chasse de chez eux.
- Après être sorti de l'hôpital, William tente de se faire pardonner mais il n'y arrive pas. Il décide d'emménager dans l'appartement voisin de Phyllis et provoque celle-ci de jours en jours pour qu'elle lui prête attention. Elle refuse toujours ses demandes mais finit par lui pardonner lors de Thanksgiving et partent pour la Nouvelle Orléans en compagnie de Chelsea et Nick.

### Un vol qui mène à une vérité troublante
- En février 2018, Phyllis et Lauren apprennent qu'une personne pirate Fenmore et vend illégalement les produits Chelsea 2.0. Phyllis l'apprend à Nick et Chelsea et engage par la suite J.T., qui ne trouve pas son plaisir chez Chancellor Industries, dirigé par Cane. J.T. découvre que la personne qui est à l'origine de ces escroqueries s'appelle Alexandra West, mais il apprend également que cette personne est décédée il y'a une quinzaine d'années, ce qui explique que quelqu'un a usurpé son identité, dont son compte bancaire. Phyllis et Lauren souhaitent rendre l'affaire public, mais Chelsea s'y oppose, prétextant que cela ne servirait à rien. Phyllis commence à trouver l'attitude de Chelsea étrange et en parle à Sharon. Elle se rend plus tard chez Chelsea et l'emmène au Néon Ecarlate ou elle lui fait part de ses hypothèses et de ses soupçons. Phyllis pense qu'un membre de chez Chelsea 2.0 se cache derrière le nom d'Alexandra West et que cette personne est responsable du faux site-mirroir de chez Fenmore's et des vols d'articles de chez Chelsea 2.0. Mais Chelsea refuse tout de même que cette affaire aille plus loin, ce qui confirme les soupçons de Phyllis la concernant. Cette dernière revient encore chez Chelsea et Nick en tentant une seconde fois de convaincre Chelsea d'utiliser un détecteur de mensonges. Voyant clair dans son jeu, Chelsea lui demande des explications et Phyllis lui fait part de ses soupçons la concernant. S'ensuit une dispute entre les deux femmes que Nick vient interrompre.
- Bien que Phyllis veuille persuader Nick que Chelsea n'est pas toute blanche dans cette affaire, Nicholas croit Chelsea et la défend contre ces accusations. Cependant, il commence à douter de sa sincérité, notamment lorsqu'il apprend par Sharon que Chelsea est allée au cimetière parler à Adam. Il fait le lien avec l'absence de Chelsea lors de leur dîner. Nicholas fait ensuite part à Phyllis de ses doutes concernant la sincérité de Chelsea. Phyllis lui parle de l'argent que Nick et Chelsea ont découvert dans leur appartement et du fait que Chelsea pourrait l'avoir placé dans la morgue funéraire d'Adam. Afin d'en avoir le cœur net, ils se rendent au cimetière ou ils ne trouvent rien incriminant Chelsea. Nick ordonne à Phyllis d'abandonner ses poursuites concernant Chelsea. Mais il n'arrive pas à passer outre au fait qu'elle lui ait menti et part lui demander des explications concernant l'argent d'Adam (voir Nicholas Newman ou Chelsea Lawson) et son implication dans le vol d'articles de Fenmore's et de Chelsea 2.0. Chelsea nie être impliqué mais n'admet pas être responsable de ce dont on l'accuse.
- Quelques jours plus tard, Chelsea demande Nick en mariage après que ce dernier lui a fait part de ses sentiments. Chelsea envisage d'adopter Christian et Nick envisage d'adopter Connor. Chelsea et Nick ne veulent cependant pas précipiter les choses mais ils souhaitent l'annoncer lors de la réunion de famille organisé par Noah à la tour Newman. Lors du rendez-vous organisé par Noah; Victor, Nikki, Nick, Chelsea et Sharon sont présents. Noah leur annonce qu'il quitte la ville pour aller travailler en Inde et en voulant porter un toast au départ de Noah, Sharon constate la bague de Chelsea et comprend qu'ils se sont fiancés. Cela étonne Sharon et particulièrement Victor. Phyllis et William, qui ont confirmation que c'est bien Chelsea qui est responsable du vol d'articles de Chelsea 2.0 et du vol d'argent de Fenmore's, se rendent au Belvédère ou ils la croisent. Ils apprennent qu'elle et Nick sont désormais fiancés. Phyllis part à nouveau confronter Chelsea pour lui dire qu'elle a la confirmation que l'argent retrouvé dans son appartement est le même qui a servi à détourner les fonds de son entreprise et de celle de Lauren et lui ordonne de quitter Nicholas. Étant coincée avec ce que Phyllis à découvert, Chelsea lui révèle qu'Adam est le véritable père de Christian, et que si Nicholas venait à être au courant, cela l'anéantirait.
- Même avec les révélations de Chelsea, Phyllis pense que cette dernière bluffe et afin d'en avoir le coeur net sur cette histoire, elle parle des révélations de Chelsea à Sharon. Phyllis n'est pas convaincue de la sincérité de Chelsea dans ses aveux mais Sharon pense qu'il y'ait une part de vérité dans cette "hypothèse", ajoutant le fait que Sage et Adam aient été très proches à l'époque où Adam se faisait passer pour Gabriel Bingham. Phyllis décide de rallier Sharon dans ses recherches. Sharon apporte le dossier médical de Sully et Phyllis mandate Kevin pour les aider à obtenir l'ADN d'Adam. Il refuse de les aider mais leur donne le mot de passe du système des données du poste de police. Sharon s'en charge. À son retour, elle et Phyllis en déduisent que Christian est bien le fils d'Adam. De son côté, Chelsea, sentant le danger signé Phyllis, cherche à se marier rapidement avec Nick pour couvrir ses arrières. Ne voulant pas répéter les mêmes erreurs qu'avec ses différentes ex excepté Sharon (particulièrement à cause de Faith), Nick refuse de précipiter la date de leur mariage. N'arrivant pas à trouver un compromis pour leur mariage, Chelsea arrive tout de même à convaincre Nick d'accélérer le processus d'adoption de Christian et Connor.
- Phyllis part par la suite confronter à nouveau Chelsea, et lui apprend qu'avec Sharon, elles ont découvert la vérité sur la paternité de Christian. Chelsea, qui reconnaît être responsable de ce dont on l'accuse, tente de persuader Phyllis de ne pas dévoiler la vérité à Nick. Phyllis accepte de lui laisser le bénéfice du doute, temporairement. En revanche, Sharon souhaite avouer la vérité à Nick, en vain. Lors d'une discussion au Néon Ecarlate, Sharon est sur le point de dévoiler la vérité à Nick, lorsque Phyllis intervient et invente une excuse afin d'empêcher Sharon de dévoiler le secret. Plus tard, Nick se rend au Belvédère ou il croise Chelsea. Il lui explique être confus du fait que Sharon souhaitait lui dévoiler quelque chose. Chelsea comprend vite que Sharon souhaite dévoiler la vérité à Nick. Lors de la fermeture du Néon Ecarlate, Sharon contacte à nouveau Nick ou elle est sur le point de lui dévoiler la vérité lorsqu'elle reçoit un coup sur la tête. On découvre que c'est Chelsea qui a assommé Sharon. Sentant que l'étau pourrait se refermer autour d'elle et avec toutes les multiples accusations, Chelsea vole l'argent de la caisse du Néon Ecarlate et réussit à s'éclipser. Nikki, de passage, découvre Sharon au sol et appelle les secours. Nicholas, qui venait voir si tout allait bien après que leur conversation soit interrompue, voit également Sharon inconsciente et transporté à l'hôpital. Nick et Nikki s'y rendent, accompagné de Mariah plus tard. Chelsea prépare ses valises et avant de partir, adresse une lettre à Nick ou elle dévoile la vérité sur le site-miroir, sur la paternité de Christian et fait ses adieux à Nick. Elle se rend au ranch Newman pour récupérer Connor et Christian, prétextant à Nikki qu'ils souhaitent partir en vacances quelques jours pour se changer les idées. Chelsea compte prendre la fuite, avec Christian et Connor. Mais elle revient rapidement sur sa décision et se dirige chez Victoria, ou elle laisse Christian au seuil de sa porte et part seule avec Connor, laissant Christian. Victoria contacte Nicholas. Mais avant de partir, il tombe sur l'alliance de Chelsea, qui montre qu'elle rompt ses fiançailles et tombe sur sa lettre, où elle explique que l'argent retrouvé dans la salle de bains appartenait à elle et non à Adam et avoue être responsable du site miroir qui vendaient les articles de Fenmore's et de Chelsea 2.0. Nicholas, mais aussi Christian n'arrivent pas à comprendre l'abandon de Chelsea et Connor. Le lendemain, il surprend à nouveau Sharon et Phyllis en pleine discussion au Néon Ecarlate et intervient. Sharon souhaite lui avouer la vérité mais Phyllis l'interrompt à plusieurs reprises. Sharon réussit tout de même à avouer la vérité à Nick : qu'il n'est pas le père de Christian et qu'Adam l'est. Nick apprend que Chelsea était au courant et que Sage l'a su bien avant de mourir, ce qui lui pousse à faire à nouveau un test ADN. Finalement, Nick a la confirmation qu'il n'est pas le père biologique de Christian. (épisodes diffusées entre le 7 janvier et le 14 janvier 2021 sur TF1).

### La disparition de J.T. et la déchéance de William
- En mars 2018, Victor à un grave accident et plonge dans un profond coma. Jack est le principal suspect lorsque Paul et Christine découvrent que celui-ci a récupéré des documents et une clé USB appartenant à Victor, et un message d'Ashley adressé à Victor qui prévient Victor de l'arrivée de Jack. Lors du centenaire de Walnut Grove, Jack est mis en état d'arrestation et est placé en garde à vue. Au fil des jours, Genoa apprend que c'est en réalité J.T. qui a conduit Victor à l'hôpital. Victoria, qui a appris que J.T. travaillait pour Paul, rentre à Genoa avec ses enfants en étant séparée de J.T. Pour lui remonter le moral, Sharon décide d'organiser une soirée filles et invite Mariah, Nikki et Phyllis. Victoria d'abord réticente à l'idée de faire la fête, accepte finalement leur compagnie. Ces dernières se confient sur leurs vies actuelles. J.T. revient à Genoa et se pointe chez Victoria. Ils s'expliquent une dernière fois secrètement avant que Victoria chasse à nouveau J.T. En larmes, Victoria confie aux autres les raisons de sa séparation avec J.T., les autres femmes (excepté Mariah qui dormait) montrent leur soutien. Lorsque Victoria monte dans sa chambre, elle croise J.T. qui tente de la reconquérir à nouveau mais Victoria affirme que tout est fini entre eux. Elle réalise ensuite avec effroi que J.T. est responsable de l'agression de Victor. Elle tente d'appeler la police mais J.T. l'agresse à nouveau physiquement et la gifle. Nikki, Sharon et Phyllis montent à l'étage en entendant les cris de détresse de Victoria et en voyant la scène, Nikki saisit le tisonnier de la cheminée et assomme violemment J.T. qui s'écroule par terre. En touchant son pouls, Victoria, Sharon, Nikki et Phyllis se rendent compte que J.T. est mort. Il meurt le 13 avril 2018 (épisode diffusé en France le 25 février 2021 sur TF1). Mariah, qui a entendu du bruit, essaye de savoir ce qu'il se passe mais Sharon réussit à l'écarter et à la convaincre de rentrer. Après le drame, elles décident de se débarrasser du corps. Victoria panique et cherche à avouer le meurtre de J.T. mais Phyllis réussit à la raisonner en lui faisant part de leur avenir si la police serait amenée à être au courant. Nikki propose de l'enterrer au Parc Chancellor. Elles tentent de sortir mais Nick, qui a récemment appris lui aussi que J.T. est l'auteur de l'agression de Victor, se rend chez Victoria pour le lui annoncer et y trouve sa mère, Phyllis et Sharon. Il annonce la nouvelle concernant J.T. et lui demande ou il peut se trouver. Victoria lui annonce sa rupture avec J.T. et dit ignorer ou il se trouve. Après le départ de Nick, elles se rendent au Parc Chancellor ou elles "enterrent" le corps de J.T.
- Le lendemain, Victoria essaye d'oublier cette histoire. Paul, qui a appris pour le crime de J.T. fait une perquisition chez Victoria dans l'espoir de trouver J.T.. Phyllis et William se rendent chez Victoria pour déposer Johnny et Katie. Phyllis couvre Victoria sans que William s'en rende compte lorsque Paul leur questionne. Phyllis réussit à saisir le tisonnier et le portable de J.T. et se débarrasse de ces deux éléments près d'un lac et d'un aéroport. Reed, le fils de Victoria, finit par se poser des questions sur la localisation de son père et apprend son implication par rapport à l'accident de son grand-père. Après avoir confronté Victor, il se dispute à nouveau avec Victoria. A bout et après les conseils de William, il décide de quitter la ville et de partir en internat. Après le départ de Reed, Victoria se réunit à nouveau avec Sharon, Phyllis et Nikki. Excédé avec tous les récents évènements, Victoria souhaite se dénoncer à la police, Phyllis et Sharon finissent par la raisonner pour leur éviter la prison. Mais Victoria tente une nouvelle fois de se dénoncer à la police en rédigeant une lettre. Mais c'est sans compter sur Phyllis qui réussit à intervenir à nouveau. Sous une idée de cette dernière, Phyllis propose à Victoria de s'éloigner quelque temps de Genoa, elle finit par accepter.
- Quelques semaines plus tard, Jack apprend qu'il n'est pas le fils biologique de John Abbott. William prend alors le contrôle de Jabot, bien qu'il refuse au départ. Jack quitte le domicile familial et part s'installer au Club. Peu de temps après, des signes montrent que J.T. pourrait être toujours en vie comme la récente utilisation de sa carte bancaire près de Genoa. Les témoignages de certains citoyens de Genoa, l'explosion d'un entrepôt de Newman et ainsi que l'apparition de J.T. devant le ranch de Sharon confirment les doutes des filles et de Victor, toujours à la traque de J.T. après divulgation de son dossier médical. Les 4 femmes commencent à plus ou moins paniquer de la vengeance de J.T. et celui-ci donne rendez-vous à Victor derrière une ruelle. Victor découvre qu'il s'agit en réalité de Nicholas et non de J.T. (voir Victor Newman ou Nicholas Newman).
- Parallèlement, Phyllis doit également gérer le comportement de Summer, revenue en ville depuis peu. Le soir de son retour, elle est arrêtée et passe la nuit en prison pour avoir volé le véhicule de son ex-amant, Pax. Le lendemain, elle est libérée, Phyllis blâme son comportement tandis que Nick et même William sont moins strictes avec elle. Summer commence à apprécier la compagnie de William et commence à lui faire du rentre-dedans sans que Phyllis le sache, pensant que William à des vues sur elle. Connaissant les faiblesses de William, Summer invite un soir ou Phyllis est en voyage d'affaires des amis férues de poker. William voit cela et résiste à la tentation, mais il finit par céder. Le lendemain, il exige à Summer de garder le secret, elle accepte. Mais ça ne s'arrête pas là, puisque après une soirée avec Phyllis, il accepte la demande d'aide de Summer, endetté après une énième partie de poker, et finit par la sauver en gagnant la partie. William à récemment acquis un yacht, qu'il a nommé le « Yachtbot » et le fait savoir à Phyllis, mais il le perd très vite lors d'une énième soirée au poker ou Phyllis était partie en voyage d'affaires. Il tente de le regagner, secrètement. Summer le couvre dans ses déboires. Phyllis commence à se poser des questions lorsqu'elle découvre que William, censé passer la soirée au bureau, n'est pas présent. Sous l'intermédiaire d'Hilary, Phyllis engage un détective privé qui lui informe que William est dans une suite de l'Athletic Club. Soupçonnant une tromperie de sa part, Phyllis se rue sur place et surprend William en pleine partie de poker. Ils finissent par se disputer et au cours de cette dispute, elle apprend également que Summer était dans la confidence et que William avait perdu le Yachtbot, avant de gagner la partie de cette soirée qui lui permet de récupérer le Yachtbot. Néanmoins, Phyllis apprend que Summer couvrait William lors de ses parties de poker et finit par chasser William de l'appartement de Summer. Phyllis apprend à Jack que William s'est remis à jouer. Mais Jack ne blâme pas William et réussit à convaincre Phyllis de lui donner une seconde chance, elle accepte mais lorsqu'elle part retrouver William, elle le surprend au Club secrètement en train de jouer à nouveau. Elle s'éclipse et trouve Nicholas en bas, qui lui explique que Sharon a enlevé sa bague de fiançailles. Phyllis compatit et ils partent dans l'appartement de Summer finir leur soirée. Ils jouent aux jeux vidéo, puis se complimentent mutuellement et finissent par coucher ensemble. Le lendemain, ils décident de ne pas reparler de cette soirée et de la garder secrète.
- Au lendemain de sa soirée avec Nick, Phyllis souhaite se réconcilier avec William et accepte son pardon, mais elle finit par lui avouer qu'elle le faisait espionner, ce qui le met en colère et celui-ci part, vexé par l'attitude de Phyllis. Un soir, William part boire un verre dans la terrasse de l'Athletic Club lorsque Phyllis et Lauren arrivent et lui font des reproches. William rejette leurs conseils, notamment ceux de Phyllis. Nicholas finit par intervenir et confronte William sur ses agissements de ces derniers temps et le remet en question sur sa manière de diriger Jabot. Les deux hommes finissent par se battre avant que Nick le mette à nouveau en garde. Dévastée par le décès tragique de son amie Hilary, Phyllis finit par se réconcilier avec William. D'autre part, Kyle découvre que Phyllis a trompé William avec un autre homme. Leurs discussions un peu plus tendues interpellent Summer, qui se doute qu'il se passe quelque chose. Elle tente de soutirer des informations auprès de Kyle, mais celui-ci refuse d'ouvrir sa langue. Summer et Kyle évoquent ensuite leurs souvenirs et lors d'un baiser, Kyle dévoile accidentellement que Phyllis a passé la nuit avec un autre homme que William. Summer pense qu'il s'agit de Jack et échafaude un plan pour les rabibocher ensemble, ce qui lui laisserait le champ libre pour séduire William. Très rapidement, elle constate qu'il ne s'agit pas de Jack lorsque Phyllis avoue à celui-ci que son couple avec William se porte bien. Le soir, Sharon organise à nouveau une soirée filles pour faire des essayages de robes pour les demoiselles d'honneur. Phyllis, qui s'est rendu compte que Summer l'a piégée, se rend chez Sharon et confronte celle-ci. Plus tard, les invités apprennent que Sharon et Nick ont failli rompre leurs fiançailles, ce qui met la puce à l'oreille de Summer. Avec Kyle, ils découvrent que Phyllis a trompé William avec Nicholas lorsqu'ils font le lien avec l'absence de Nick pendant une soirée et la veille de la date où Kyle a appris pour la tromperie de Phyllis. Summer avoue à sa mère être au courant de son infidélité et souhaite le dire à William. Phyllis tente de l'en dissuader mais Summer refuse. Phyllis informe Nick de la découverte de Summer. Nick intervient et pour faire taire Summer, il lui fait un chèque avec une grosse somme d'argent, espérant acheter son silence. Summer accepte à contrecœur. Phyllis commence à se demander si Summer n'est pas attirée par William. Ce dernier décide de partir en Philadelphie pour représenter Jabot et faire part de son nouveau projet concernant les Jaboutiques. Summer décide de le suivre secrètement et prétexte à Lauren avoir l'envie d'y aller pour elle aussi représenter Fenmore lors de la conférence. Après mûre réflexion, Lauren accepte que Summer s'y rende mais change très vite d'avis et décide d'y aller elle-même. Summer est déçue mais elle ne s'arrête pas là. Elle réussit à se procurer un billet direction Philadelphie. Kyle l'apprend et parle à Phyllis de la destination de Summer et du fait qu'elle veuille attirer William dans son lit. Phyllis n'en croit pas et part chez Summer ou elle retrouve un billet qui à bel et bien comme destination la Philadelphie. Phyllis confronte Summer, qui finit par admettre qu'elle veut lui prendre William, leur discussion vire à la dispute et de leur querelle ressortent des reproches. Lorsque Summer dit que Phyllis mérite de souffrir pour toutes les choses qu'elle a faites aux autres, cette dernière la gifle violemment. Summer part. Phyllis décide de se venger de sa fille et lui envoie (via l'ordinateur de William) un rendez-vous au Yachtbot afin de se débarrasser d'elle.
- Pendant l'absence de Summer, Phyllis et William s'installent à la résidence Abbott. Summer revient peu de temps après et déclare la guerre à sa mère. Quelques jours plus tard, William reçoit une invitation à un tournoi de grands amateurs de poker via une certaine Sinead, que William connait bien par rapport aux jeux d'argent et accepte d'y aller. William dit à Phyllis qu'il doit partir en voyage d'affaires, mais il lui avoue très rapidement la vérité et explique à Phyllis les raisons pour lesquelles il aime jouer au poker. Il réussit à la convaincre et elle décide d'y aller avec lui. Au tournoi, William finit par gagner contre de grands amateurs dont Sinead. Mais cette dernière décide de le faire rejouer afin de pouvoir le plumer. William accepte, sous la méfiance de Phyllis. A leur retour du tournoi, William enchaîne secrètement des tournois en ligne, ce qui inquiète Phyllis au vu de sa dépendance pour les jeux d'argent. Un jour, Traci passe en visite à Genoa voir sa mère, puis elle organise une réunion à la demande d'Ashley pour convaincre William d'aller se faire aider, mais celui-ci refuse de laisser sa place de PDG. Le même soir, soir de l'enterrement de vie de jeune fille / jeune garçon de Nick et Sharon, William se rend au toit-terrasse de l'Athletic Club, assez énervé. Phyllis le remarque et tente a nouveau de le raisonner afin qu'il aille se faire aider. Jack intervient également mais sous l'effet de l'alcool, William rembarre violemment Phyllis, Jack et Summer. Avant de partir, il avoue ironiquement à Jack qu'il a bel et bien recommencé à jouer et qu'il est endetté à cause de ses parties de jeux. Plus tard, il se fait arrêter à la suite d'une bagarre dans un bar. Phyllis vient le chercher au poste et William lui avoue qu'il a tout perdu, mais qu'il n'a pas emprunté de l'argent a un usurier : il a volé de l'argent à Jabot. Elle propose de l'aider à rembourser une partie de ses dettes, mais William refuse qu'elle se sacrifie pour lui. Jack monte ensuite dans les locaux de Jabot voir William et croise Phyllis qui lui raconte que William a des dettes à rembourser et qui lui manque la moitié du tarif, mais tait le fait qu'il ait volé de l'argent à Jabot. Jack accepte d'aider William, à condition que celui-ci se fasse soigner, il accepte. Mais lorsqu'il souhaite réaliser le remboursement, il voit sa transaction bloquée et au même moment, Ashley réunit le conseil d'administration pour destituer William de son poste et dévoile aux autres qu'il a volé de l'argent afin de l'investir dans ses jeux d'argent. William se voit perdre son poste et est immédiatement remplacée par Traci, puis par Ashley.
- Le 3 octobre est le jour du mariage de Nick et Sharon. Si William s'entend mal avec Nick, celui-ci l'autorise cependant à venir au mariage. Mais juste avant la cérémonie, Sharon disparaît, ce qui alarme tout le monde et particulièrement Nick. Finalement, elle se pointe à l'église et s'excuse auprès de tout le monde pour son retard. Nick lit ses vœux à Sharon et vice-versa. Mais celle-ci à du mal à les lire et les déchire, souhaitant dire ce qu'elle a sur le cœur. Elle dit que Nick est hypocrite avec ses sentiments et dévoile la raison : il a couché avec Phyllis récemment. William, qui a demandé Phyllis en mariage quelques minutes plus tôt, demande des comptes à Phyllis, puis à Nick, qu'il s'empresse de s'avancer vers lui pour le frapper. Tout comme Sharon avec Nick, William est furieux contre Phyllis et décide de mettre un terme définitif à leur relation. Celui-ci revient à Genoa 1 semaine plus tard, suivant sa cure de désintoxication à distance et au moment où on apprend que John Abbott est bien le père biologique de Jack (voir Jack Abbott ou Ashley Abbott). Lorsqu'elle souhaite retrouver William, elle le surprend en train d'avouer à Summer avoir couché avec elle uniquement pour se venger de Phyllis. Les deux femmes sont révoltées. Phyllis confronte ensuite William, qui lui avoue la satisfaction de sa vengeance contre Phyllis et Nick. Elle le gifle en lui souhaitant malheur.
- Parallèlement, Victoria commence à recevoir des lettres de menaces, mais également Sharon, Nikki et Phyllis. Au départ, elles se soupçonnent chacune de menacer une autre pour différends, notamment Sharon et Phyllis. Mais elles se rendent vite compte qu'elles n'ont aucun intérêt à se menacer mutuellement puisqu'elles sont chacune impliquées dans la mort de J.T. Victoria et Phyllis pensent alors qu'il s'agit de Rey, constamment dans les parages et commence à faire des recherches sur lui. Victoria s'aperçoit qu'elle a reçu une deuxième lettre, idem pour Phyllis, Nikki et Sharon à qui la lettre dit qu'elles doivent payer une grosse somme d'argent sur un délai de 24h. Nikki et Sharon souhaitent le payer pour être tranquille, tandis que Phyllis et Victoria refusent afin de démasquer le maître-chanteur. Nikki finit par accepter, en revanche Sharon souhaite toujours le payer et tente de convaincre à nouveau Nikki et Victoria, sans Phyllis (elle l'apprend plus tard). Elles finissent par être convaincues, mais Nikki lui verse en revanche que 1 dollar, laissant Sharon et Victoria perplexes. Le maître-chanteur répond avec un mail en justifiant ne pas être satisfait par la somme donnée et qu'elles ont quelques heures pour régler la totalité de la somme ou il dévoilera à tout le monde la mort de J.T. et ou est-ce qu'il a été secrètement enterré.

### Phyllis, PDG de Jabot
- Fin octobre 2018, alors que Jabot est au bord de la crise à cause du départ d'Ashley et de la disparition des brevets de Jabot appartenant à cette dernière, Jabot à besoin d'élire un nouveau PDG. Jack ainsi que William se portent garant pour reprendre le poste de PDG, mais ce qu'ils ignorent c'est que Phyllis se porte aussi candidate. Lors de la réunion du conseil d'administration, les votes sortent et Phyllis remporte la majorité face à Jack et William et devient alors la nouvelle PDG de Jabot, ce qui est loin de ravir les Abbott, notamment William, toujours amer envers son ex. Elle élit également Lauren comme directrice des opérations, ce qui déplait William et Kyle et engage Kerry Johnson, une chimiste renommée dans le monde des affaires, que Jack et William avaient également approché pour avoir une voix supplémentaire. Phyllis décide de créer des nouveaux produits Jabot avec quelques traces d'anciens produits des brevets d'Ashley. Un soir, elle se rend chez Etalon Noir et invite Nick à dîner et les deux discutent puis se complimentent sur le tournant de leur vie. Phyllis déclare admirer Nick pour ce qu'il est, celui-ci se lève et l'embrasse avant d'interrompre leur baiser. Mais Nick réfléchit à deux fois, la rattrape avant qu'elle ne parte et ils finissent par faire l'amour sur le bureau de Nick.

- Le lendemain, Nick et Phyllis se rhabillent vite, voulant garder leur relation secrète. Mais Phyllis tombe sur Arturo, qui voulait récupérer un document dans le bureau de Nick. Il comprend rapidement ce qu'il se passe et tente de faire comprendre en partie à Jack ce qu'il se passe entre Phyllis et Nick. Jack trouve un drap froissé puis le badge de Phyllis sur le bureau de Nick, il comprend alors qu'ils ont recouchés ensemble. Il se rend chez Jabot voir Phyllis, voulant crever l'abcès sur cette histoire avec Nick. Phyllis pense qu'il désapprouve son nouveau statut de PDG et sa relation avec Nick. Jack confirme à moitié et Phyllis le recadre en lui disant de se mêler de ses affaires. William intervient par la suite et apprend par Phyllis qu'elle a recouché avec Nick la veille, William pense que c'est une vengeance personnelle mais Phyllis lui assure qu'elle est passée à autre chose. Rapidement après cela, William répand à Summer, puis à Sharon la nouvelle du retour de Phyllis et Nick. Sharon les croise évidemment au Néon Ecarlate et est révoltée de cela en les confrontant violemment, avant que Nick et Rey n'interviennent. Phyllis, qui compte lancer les Jaboutiques, demande à Nick de sponsoriser l'évènement, afin de faire une bonne communication (et surtout à cause de la crise financière de Jabot). Nick accepte sa requête et accepte également de l'accompagner à l'évènement.

- Le soir du lancement des Jaboutiques à lieu à l'Athletic Club ou familles, proches, journalistes, investisseurs et influenceurs sont conviés. Phyllis, ainsi que Nick, remarquent que Sharon et William sont venus ensemble, ce qui leur déplaît. Lors du discours de Phyllis concernant les Jaboutiques, celle-ci s'attribue tout le mérite devant les médias, ce qui énerve William, qui à l'origine a créé et a contribué à ce projet. Il va voir Phyllis et la menace de dévoiler à tout le monde que c'est initialement lui qui a eu l'idée des Jaboutiques et non Phyllis, mais celle-ci le menace encore plus fort en lui menaçant de révéler les raisons de son éviction du poste de PDG. Discrètement, William part voir un journaliste pour lui révéler la vérité, Jack le couvre en discutant avec Phyllis, qui comprend ce que William commet. Elle parle au journaliste et révèle la vérité à propos de ce projet, ce qui étonne et ravit William. Parallèlement, concernant l'affaire J.T., une énième menace apparaît : Tessa. Les femmes impliquées apprennent par Mariah (qui vient d'apprendre la vérité sur la disparition de J.T.) que c'est Tessa qui était le maître-chanteur. Elles chargent Mariah, en embrouille avec Tessa d'aller la convaincre d'abandonner ses menaces mais Phyllis comprend que c'est un poids-lourd pour elle et souhaite agir à sa manière en "menaçant" Tessa. Ce qui fonctionne puisque Victoria menace Tessa et réussit à récupérer la 2e clé USB (la 1re avait été récupérée par Mariah) et la détruit, effaçant définitivement toute preuve de l'acte criminel des quatre femmes.

- Après le récent départ de Summer à Dubaï pour affaires, Phyllis surprend William et Kyle parler derrière son dos et fait mine de ne rien savoir. Elle demande à William à quel jeu il joue, mais celui-ci refuse de répondre. Phyllis demande alors à Kerry de récolter des informations concernant les manigances de William et Kyle. Kerry lui confie qu'elle aurait des infos concernant la venue d'une influenceuse chez Jabot, Rebekah Barlow. Phyllis demande confirmation de cette rumeur. Elle convoque William et lui parle de la venue de Rebekah Barlow. William nie le sujet mais Phyllis le met en garde sur ses agissements. William décide alors de faire abstraction de sa rancœur envers Phyllis et se met à collaborer avec elle. Quelques jours plus tard, Phyllis et William reçoivent la visite de Rebekah Barlow et leur soumettent l'idée d'associer sa marque aux Jaboutiques. Rebekah est intéressée par le projet, mais ne leur garantit pas sa signature. C'est en observant Nick et en apprenant qu'il est le PDG d'Etalon Noir et qu'il a aidé pour la soirée de lancement des Jaboutiques que celle-ci dit à Phyllis que Nick pourrait être un élément clé dans la signature du contrat. Phyllis y voit alors une opportunité et demande à Nick d'aller à un rendez-vous à la fois professionnel et à la fois personnel avec Rebekah dans le but de la séduire pour qu'elle signe le contrat. Nick refuse tout d'abord, puis accepte. Il se rend au Club ou il discute du contrat avec Rebekah. Cette dernière lui propose de finir leur accord dans une suite et Nick accepte. William passant par le coin, les observe et part voir Phyllis pour la mettre en garde concernant la fidélité de Nick envers elle. Phyllis lui dévoile son plan, mais apprend très vite qu'il part loin lorsque William lui apprend qu'ils sont montés dans une suite. Effectivement, elle retrouve Rebekah en petite nuisette et en train de commencer à déshabiller Nick. Elle interrompt l'action, justifiant qu'ils sont en couple (ce que Rebekah ignorait jusque-là). Rebekah se sent humiliée, mais accepte tout de même de signer le contrat. Phyllis et Nick fêtent ça mais elle interrompt la fête, prétextant devoir aller au bureau. Elle rejoint en réalité William, qui lui avoue être toujours amoureux d'elle et vouloir retenter une histoire. Phyllis lui dit être désormais avec Nick et que leur histoire est finie.

- Quelques semaines plus tard, l'affaire J.T. est (quasiment) enterré, Victor a été jugé coupable pour son meurtre et incarcéré en prison. Mais Victoria et Nikki, ayant conscience de l'innocence de Victor, souhaitent le faire libérer, au grand dam de Phyllis, qui se réjouit de le voir en prison. Juste après que Phyllis a dévoilé que Victoria a été violentée lors de la cérémonie commémorative en la mémoire de J.T. (voir Victoria Newman), Nick est en colère contre Phyllis et raccompagne sa mère au ranch. Tout comme Nikki, il découvre le tisonnier posé sous la cheminée et apprend (presque) toute l'histoire concernant le meurtre de J.T., sans que celle-ci n'implique Phyllis et Sharon (voir Nicholas Newman ou Nikki Newman). À partir de la, Nick commence à douter de l'implication de son père et enquête pour savoir qui souhaiterait le piéger, ce qui intrigue fortement Phyllis, qui lui demande ce qui à mis le doute chez Nick. Ce dernier avoue presque ce que Nikki lui a confié, ce qui suffit à Phyllis pour comprendre que Nikki a dévoilé à Nick les véritables raisons de la mort de J.T. Phyllis part confronter Nikki, qui lui avoue qu'elle a bien révélé la vérité à Nicholas. Nikki avoue cependant qu'elle a épargné Phyllis et Sharon dans son histoire. D'autant plus que Nikki accuse Phyllis d'être responsable du placement des preuves pour piéger Victor, surtout lorsqu'elle apprend que Phyllis ne s'est en réalité jamais débarrassée du tisonnier et qu'elle l'a gardé afin de l'utiliser contre les femmes Newman en cas de trahison. Phyllis décide de faire alliance avec Sharon au cas où Victoria et Nikki se retourneraient contre elle, mais celle-ci refuse. De leur côté, en apprenant que Phyllis a menti, Victoria et Nikki décident d'informer Nick sur son implication. Nick lui pose effectivement des questions, que Phyllis finit par avouer. Mais elle avoue également l'implication de Sharon.  Déboussolé, Nick décide de convoquer Victoria, Nikki, Phyllis et Sharon et leur demande la véritable histoire de cette affaire. Il a confirmation que Sharon était bien elle aussi dans le coup puis apprend toute l'histoire sur le meurtre de J.T.

- Quelques jours plus tard à lieu le procès de Victor, avancé au plus tôt à cause de découverte de nouvelle preuve l'incriminant. Au moment où il devait être escorté pour son procès, Nikki les interrompt et avoue le meurtre. Elle est finalement arrêtée et mise en garde à vue. Victor quant à lui, voit son procès reporté. Plus tard, elle rejoint Sharon, Victoria et Mariah et s'inquiètent de ce que Nikki pourrait avoir avoué. Le soir de la Saint-Valentin, alors qu'elle le passe avec Nick, Phyllis est arrêtée pour le meurtre de J.T. Elle apprend ensuite que Victoria et Sharon ont également été arrêtées. Lorsque Rey l'interroge, Phyllis accepte d'avouer son crime à l'unique condition que ce soit à Christine. Celle-ci prend le relais et Phyllis  lui propose de raconter son histoire en échange d'une contrepartie : l'immunité totale. Christine accepte d'entendre ses aveux et lui donne le contrat. Phyllis accepte de signer et lui raconte l'histoire dans les moindres détails. Elle piste Christine vers Mariah, qui avait découvert l'existence (via Tessa) d'une vidéo des 4 complices déplaçant le corps de J.T. Christine interroge par la suite Mariah, qui confirme bien que cette vidéo existe. Concluant que l'histoire de Phyllis est crédible, Christine décide de la libérer et lui annonce qu'elle sera son témoin-clé lors du procès. Le 22 février à lieu l'audience préliminaire de Nikki, Sharon et Victoria afin de déterminer leur liberté avant le procès. Phyllis refuse au départ de venir mais accepte finalement. Sur place, elle surprend ses complices, qui apprennent qu'elle a été libérée en les dénonçant à Christine pour sauver sa peau. Le reste de l'assemblée le découvre et sont choqués par sa trahison et sa lâcheté vis-à-vis de ses complices. Lorsque le juge refuse leur libération, Nick s'en va et confronte Phyllis qu'il blâme. Malgré les explications de Phyllis, Nick refuse de les entendre et décide de mettre un terme à leur relation.

- Le 28 février 2019 (épisodes diffusées le 10 janvier 2022 sur TF1) commence le procès de Victoria, Nikki et Sharon. Phyllis est appelée à la barre et témoigne ce qu'il s'est passé en prenant la défense de ses anciennes complices. Mais Christine donne une version plus crue de l'histoire de Phyllis, décrivant sans cesse l'acte des filles comme un meurtre non prémédité et non comme de la légitime défense. Phyllis tombe dans le piège de Christine et avoue avec émotion la vérité. Elle se fait également cuisiner par Michael (pour Victoria et Nikki) et par Brittany (pour Sharon), concernant les relations qu'elle entretient avec elles. Après son témoignage, tout le monde est révolté par sa trahison, particulièrement Nick, qui la confronte une dernière fois, refusant à nouveau de lui accorder son pardon. Voyant que pas mal de gens lui tournent le dos, Phyllis décide d'assurer ses arrières. Elle demande à Kerry de commercialiser le parfum qu'elle a confectionné seulement pour Jack "Roi de Cœur" (Jack of Hearts en VO). Kerry refuse gentiment mais Phyllis insiste. Kerry finit par accepter à la condition qu'elle rédige un contrat la concernant. Phyllis accepte.

- Un soir, Phyllis reçoit par erreur une lettre d'une certaine Dominique Carroll destiné à Kerry et apprend par cette dernière que Dominique est une stagiaire engagé par Kerry. Alors qu'elle souhaite mettre l'affaire J.T. derrière les projecteurs (qui au passage était en réalité vivant), Phyllis reçoit ensuite une lettre qui indique que tous leurs brevets ont été rejetées et qu'ils appartiennent à une autre entreprise. William lui apprend que c'est Dominique Carroll qui à signé ces brevets vers cette entreprise concurrente, Première Cosmétiques. Ensuite avec Traci et Lauren, ils apprennent par Jack que Dominique Carroll n'est autre que Kerry. Phyllis se rend compte que Kerry les a doublés mais aussi qu'elle travaille pour Ashley lorsque cette dernière débarque dans son bureau. Ashley leur confirme bien être derrière Première Cosmétiques et confirme également être la détentrice de tous les nouveaux brevets de Jabot. Elle leur dit que Jabot pourrait devenir une filiale de son entreprise et qu'ils ont seulement 24 heures pour se décider. Par ailleurs, Phyllis découvre que Kyle, William et Jack complotaient contre elle pour la démunir de ses fonctions. Phyllis opte pour attaquer Ashley en justice, Lauren et Traci optent pour la direction d'Ashley tandis que William, Kyle et Jack refusent d'aller au procès et de laisser Ashley aux commandes. Ils décident de destituer Phyllis de ses fonctions et après un vote du conseil d'administration, Phyllis perd son poste. Un vote de défiance à lieu pour savoir de qui Ashley (non présente) ou Jack reprendra les rênes. Jack sort finalement gagnant et récupère son poste de PDG.

### Jolie Chic Vision, magouilles avec Adam et le Grand Phoenix
- Juste après l'éviction de Phyllis chez Jabot, cette dernière cherche rapidement a retravailler. Elle souhaite monter une entreprise avec Lauren en voulant récupérer Fenmore mais Jack refuse. Elle lui fait alors du chantage après avoir obtenu des photos de Kyle et Lola très proches mais il n'a aucun effet puisque Kyle envisage d'aller avouer la vérité à Summer et de la quitter par la suite. Jack annonce ensuite à Phyllis que son chantage n'aura aucun effet sur les médias et qu'elle a perdu. Elle apprend également que Lauren a décidée de rester en collaboration avec Jack. Phyllis décide ensuite de s'attaquer a William et lui fait du chantage affectif concernant Summer (voir Billy Abbott ou Summer Newman). Elle lui demande d'investir de l'argent dans sa future entreprise ou elle racontera a tout le monde la liaison entre sa fille et William. N'ayant pas le choix, William accepte a contrecœur de donner de l'argent a Phyllis. Phyllis souhaite tout de même allier son entreprise a Jabot mais Jack refuse toujours. En quittant son bureau, Phyllis remarque le logo de Jabot Collectif (le nouveau projet commercial de Jabot) et le recopie sur un bout de papier. Elle lance dans la journée son entreprise d'achat en ligne "Jolie Chic Vision", avec le logo identique a celui de Jabot Collection. Elle envisage de lancer ses produits le 1er juin, la même date de lancement que ses concurrents. Mais les Abbott ainsi que Lauren apprennent l'existence du site et soupçonnent Phyllis d'être l'auteur du site. Lauren a confirmation qu'il s'agit de Phyllis et lui demande d'arrêter mais elle refuse.

- Le jour du lancement de Jabot Collectif (et donc de Jolie Chic Vision), Phyllis fait irruption chez les Abbott, en pleine célébration de leur succès de départ. En furie, elle s'attaque notamment a Jack, Lauren et Summer. Le même soir, elle sort faire un tour et a un accident de voiture avec Adam, revenu récemment a Genoa d'entre les morts. Adam propose a Phyllis d'aller chez lui et de se donner des nouvelles. Il se rend compte que les deux sont similaires et lui propose un marché : pirater les serveurs d'Etalon Noir en échange d'1 million de dollars. Phyllis refuse tout d'abord de s'allier avec Adam dans le but de se venger de Nick. Adam propose alors a Phyllis de se rendre à la cérémonie de non-mariage de Victoria et William dans le but de narguer les Newman et les Abbott mais ils se font rapidement chasser. Après que Nick l'ait blâmé pour son attitude, Phyllis change d'avis et décide d'aider Adam à pirater Etalon Noir. En piratant le serveur, Adam découvre que Nick est endetté de 27 millions de dollars et décide de payer les dettes de Nick pour avoir un moyen de pression sur lui. Phyllis retourne dans sa suite ou elle est mise K.O par un tranquillisant et enlevé par un homme, qui s'avère être Kevin.

- Phyllis est enfermée dans une cave ou elle réussit a s'échapper rapidement. Elle prend la fuite direction Las Vegas et rencontre Riza Thompson, l'agent de poker d'Adam au moment où il résidait à Vegas, souhaitant récolter des infos sur lui. Phyllis retourne a l'improviste à Genoa (sous les traits de Michelle Stafford, qui revient dans la série et reprend le rôle de Phyllis a la suite du départ de Gina Tognoni) et rentre par effraction chez Adam. Elle pense que ce dernier l'a enlevée et lui fait part de ses récentes découvertes a Vegas, dont un lien particulier qu'Adam a avec un membre de la famille Chancellor, Chance. Adam nie les accusations de Phyllis mais celle-ci devine que Adam a un passif avec Chance qu'il souhaite dissimuler au grand public. Adam change ensuite de sujet et lui propose de reprendre les rênes d'Etalon Noir après que Nick ait perdu l'entreprise. Phyllis accepte son offre et devient la PDG d'Etalon Noir.

- Peu après, elle croise Kevin de passage en ville et souhaite prendre de ses nouvelles. Mais Kevin la fuit sans que Phyllis comprenne. Dans la soirée, Phyllis croise a nouveau Kevin et lui demande un service. En sentant l'odeur de son parfum, elle se rend compte que son ravisseur est Kevin et le confronte. Celui-ci nie être le ravisseur et l'oriente vers Adam. Elle va voir Adam qui lui avoue que Kevin est bien son ravisseur mais masque les raisons pour lesquelles il l'a fait. Elle apprend juste après que Kevin travaille a la fois pour Adam mais aussi pour Phyllis, ce qui lui ravit dans son plan de vengeance.

- Début juillet, Phyllis a pour projet d'ouvrir un hôtel a Genoa. Adam l'apprend, Abby également et propose de collaborer avec elle pour l'organisation de la soirée d'ouverture ainsi que l'entretien de l'hôtel, cette dernière voulant ajouter sa touche personnelle. Phyllis d'abord hésitante, accepte de collaborer avec Abby. Elle décide de nommer son futur hôtel le "Grand Phoenix", une idée de Theo Vanderway, influenceur new-yorkais et ami de Kyle. D'un autre côte, elle a pour but de doubler Adam et le fait comprendre a William ainsi qu'a Victoria avec qui elle s'allie pour faire tomber Adam. Elle vend les actions immobilières d'Etalon Noir a une entreprise nommé Summertim (fondée par elle-même) mais également a Nick auprès de qui elle souhaite se racheter, ce qui entraîne une réconciliation entre eux. Phyllis propose de léguer l'entièreté des Jaboutiques a Jabot, ce que Jack accepte. Adam apprend la supercherie de Phyllis qui lui avoue ce qu'elle a fait pour obtenir le Grand Phoenix et faire tomber Adam. Ce dernier lui apprend que les actions qu'elles a revendues a Summertim qui lui permettaient d'acquérir le Grand Phoenix ne sont pas valides puisque l'adresse de l'hôtel dans laquelle Phyllis a investis ses actions est bien la même adresse que celle du Grand Phoenix mais que c'est celle d'un hôtel en démolition situé à Détroit et non le Grand Phoenix situé à Genoa. Phyllis tente tout de même de récupérer l'hôtel, bien qu'Adam refuse son offre a plusieurs reprises. Elle apprend quelques jours plus tard qu'Adam a fait une proposition de rachat a Devon et lui demande de collaborer avec elle. Devon lui annonce avoir refusé l'offre d'Adam ainsi que son offre. Phyllis propose a Abby de travailler avec elle sur le projet Grand Phoenix, Abby accepte a la condition que Phyllis trouve les fonds nécessaires pour payer les locaux, malgré le gros risque financier. Phyllis accepte. Celle-ci tente de trouver des fonds mais souhaite être l'actionnaire majoritaire du Grand Phoenix et elle souhaite se débarrasser d'Abby pour atteindre son objectif. Elle confie son désir a Adam mais Victor de passage, entend tout et dévoile a Abby les intentions de Phyllis. Cette dernière propose ensuite a Chelsea d'investir dans son projet. Chelsea est intéressée mais reste sur ses gardes. En allant voir Abby pour lui parler de l'implication de Chelsea, Phyllis apprend qu'elle a été évincée du projet par Abby et remplacée par Chelsea. Elle apprend que les raisons d'Abby sont Victor qui a entendu sa conversation avec Adam. Phyllis part voir Victor et lui déclare la guerre.

- Le soir de l’inauguration du Grand Phoenix, Phyllis s’y rend bien qu’elle n’ait reçu aucune invitation. Elle annonce a Abby et Chelsea venir en paix. Dans la soirée, elle remarque que le comportement de l’ensemble des invités devient étrange (Sharon, Devon, Summer, Mariah et Tessa…). Très vite, la fête vire au cauchemar et est interrompue lorsque Sharon et Devon, tous deux sous traitement médical, ont des réactions violentes. Rey et Paul interrogent les invités puis décident de fermer temporairement le Grand Phoenix. Phyllis, qui n’a pas bu la sangria droguée, suspecte Zoe Hardisty, une pseudo influenceuse fan de Summer d’être derrière tout ça. Le lendemain, elle la croise au parc Chancellor et l’interroge sur son coup de maître, la flattant d’avoir organisé ça toute seule. Zoe nie au départ puis finit par avouer son acte a Phyllis en disant que son acte était une vengeance envers Theo et Kyle. Ce que Zoe ignorait c’est que Phyllis l’a enregistrée à son insu. Elle informe Abby et Chelsea détenir une preuve tangible contre Zoe et qu’elle leur fournira la preuve a l’unique condition que Phyllis obtient une part dans le Grand Phoenix, elles acceptent a contrecoeur. Abby et Chelsea entendent l’enregistrement ou Zoe fait ses aveux a Phyllis et elles décident de lui tendre un piège avec l’aide de la police. Phyllis convoque Zoe au Grand Phoenix et lui fait part de son envie de collaborer avec elle, c’est là que la police débarque et arrête Zoe qui comprend que Phyllis l’a doublée.

- Un soir, Adam frôle la mort. Le lendemain, il l’apprend a Phyllis et se demande qui a bien pu vouloir le tuer. Phyllis lui met dans la tête que Victor pourrait être responsable. Adam s’explique avec son père et en repart désireux à se venger. Il avoue a Phyllis la maladie de son père (voir Victor Newman) et avec son aide, pirate la tablette de Nate et double les doses du médicament de Victor. Les médicaments font effets très rapidement puisque Victor fait de nombreux malaises. Le 13 septembre 2019, il annonce a sa famille qu’il poursuivra son traitement à l’étranger avant de s’effondrer suite a un arrêt cardiaque. Victor est déclaré mort (épisode diffusé le 26 juillet 2022 en France). Phyllis l’apprend par Adam et prend des nouvelles auprès de Summer. Elle voit un Adam anéanti et comprend qu’il ressent des remords d’être coupable de la mort de son père.

- Rapidement, il est révélé que Victor est toujours en vie et seuls une bonne partie des Newman, Nate et Paul étaient au courant. Summer qui vient d’apprendre le stratagème de son grand-père, lui en veut beaucoup ainsi qu’au reste des Newman. Phyllis est également très en colère contre eux et n’hésite pas a dire ce qu’elle pense de Victor et de cette mascarade. Un soir, Cane fait irruption chez Phyllis/dans l'ancien penthouse d'Adam et cherche à avoir des renseignements sur la destination de ce dernier. Phyllis dit ignorer ou il se trouve puis suit Cane jusqu’au Néon Ecarlate ou elle apprend que celui-ci se rend a Las Vegas. Phyllis décide de s’y rendre également et retrouve Adam en pleine partie de poker. Elle lui persuade de revenir a Genoa mais Adam refuse, disant avoir tiré un trait sur sa vie a Genoa City et lui annonce avoir repris l'identité de Spider. Adam et Phyllis font ensuite une partie de poker qu'Adam perd. Il est "contraint" de révéler a Phyllis les raisons de son départ. Adam lui avoue avoir découvert que Victor avait simulé son décès, qu'il se sont expliqués puis que Victor l'a laissé s'en aller. Phyllis lui soumet l'idée de revenir a Genoa pour également se venger de Victor mais Adam refuse de l'aider a se venger une énième fois de son père. Adam finit par revenir à Genoa après avoir appris que son départ a déteint sur la vie de son fils. Il reprend son appartement, habité par Phyllis et y emménage avec Connor. Phyllis emménage au Grand Phoenix.

- Un jour, elle surprend Chelsea avec un homme mystérieux sous une discussion un peu tendue et cherche à savoir ce qu'il se passe entre les deux (voir Chelsea Lawson). Grâce à la caméra de vidéosurveillance et au logiciel que Phyllis a installé dans l'hôtel, elle découvre que Chelsea doit de l'argent a un criminel dangereux, nommé Simon Blake. Quelques jours plus tard, ce dernier finit par faire une prise d'otages au Grand Phoenix, excédé par le retard de paiement de Chelsea. Il fait sortir tout le monde excepté Chelsea, Connor, Abby et Adam. Phyllis qui se trouve à l'étage avec Amanda Sinclair (voir Devon Hamilton), à la surprise de tomber sur Chance, de retour en ville. Il avoue être de retour car il recherche Simon Blake et tente de l'attraper. Phyllis lui propose son aide grâce à son système de sécurité, Chance est tout d'abord réticent mais il finit par accepter son aide, n'ayant pas le choix. Avec l'aide du logiciel cybersécurité de Phyllis, Chance parvient à voir ce qui se passe pendant la prise d'otages. Ils tentent de prendre contact avec Abby, étant la seule à avoir gardée son téléphone. Lorsque Abby a l'assurance que Phyllis et Chance les surveillent, ce dernier tente d'aller les sauver en passant par les conduits d'aération de l'hôtel. Chance intervient au moment où ça dégénère et finit par sauver les otages. Simon Blake est finalement arrêté par les fédéraux et est conduit en prison. Cependant, la prise d'otages conduit à une mauvaise publicité pour le Grand Phoenix, les clients désertant l'hôtel, apeurés à cause de cet évènement. Abby en veut beaucoup à Chelsea, qui finit par admettre ses torts et s'excuser. Mais un autre problème se rajoute lorsque Abby apprend par Chance que le logiciel installé par Phyllis permet également de récolter des informations confidentielles sur l'ensemble des gens ayant accédé au Grand Phoenix. Abby et Chelsea confrontent Phyllis sur cela, cette dernière nie avoir espionné quiconque y compris Abby et Chelsea. Excédé par tout ses mensonges, Abby finit par virer Phyllis.

### Le retour de Diane d'entre les morts
- Après leur rupture, Nick et Phyllis finissent par se retrouver à nouveau, mais leur relation ne dure pas et ils finissent par se séparer à nouveau. Plus tard, Phyllis ravive sa romance avec Jack, mais la relation est de courte durée lorsque Phyllis se concentre davantage sur le fait de donner une leçon à Diane Jenkins.
- Après avoir appris que Diane était en vie et avait simulé sa mort pendant des années, Phyllis fait équipe avec Ashley Abbott et Nikki Newman pour essayer de chasser Diane de la ville. En avril 2023, elle aurait été tuée dans un accident d’ambulance, bien qu’elle ait simulé sa mort avec l’aide de l’escroc Jeremy Stark, qui prétendait être le mari de Phyllis.  Au début, il semble que Phyllis et Stark ont élaboré le plan parfait, mais les demandes et les menaces de Jeremy deviennent extrêmement accablantes et font pression pour que Phyllis finisse par le tuer en le poignardant avec une paire de ciseaux. Par la suite, Phyllis révèle à sa fille qu'elle est vivante et en bonne santé et la supplie de ne dire à personne qu’elle est en vie, ce que Summer accepte. Cependant, Summer ne semble pas tenir sa promesse et elle informe bientôt son frère, Daniel, qui tient absolument à ce que tout le monde soit au courant.